# Nord-Süd-Weg (Berlin)
Der Nord-Süd-Weg ist mit der Nummer 5 einer der 20 grünen Hauptwege. Das ist eine Zusammenstellung von 20 Wanderwegen durch das Berliner Stadtgebiet mit einer Gesamtlänge von rund 550 Kilometern. Ziel ist es, „Wohngebiete mit den vielfältigen Erholungsmöglichkeiten in Parkanlagen und Naherholungsgebieten von Berlin und Brandenburg“ (Senatsverwaltung für Stadtentwicklung und Umwelt) miteinander zu verknüpfen. Der Fußgänger soll dabei die Möglichkeit haben, „die Stadt als eine Verbindung von Kultur, Geschichte und Ökologie intensiv zu erleben“.

## Verlauf

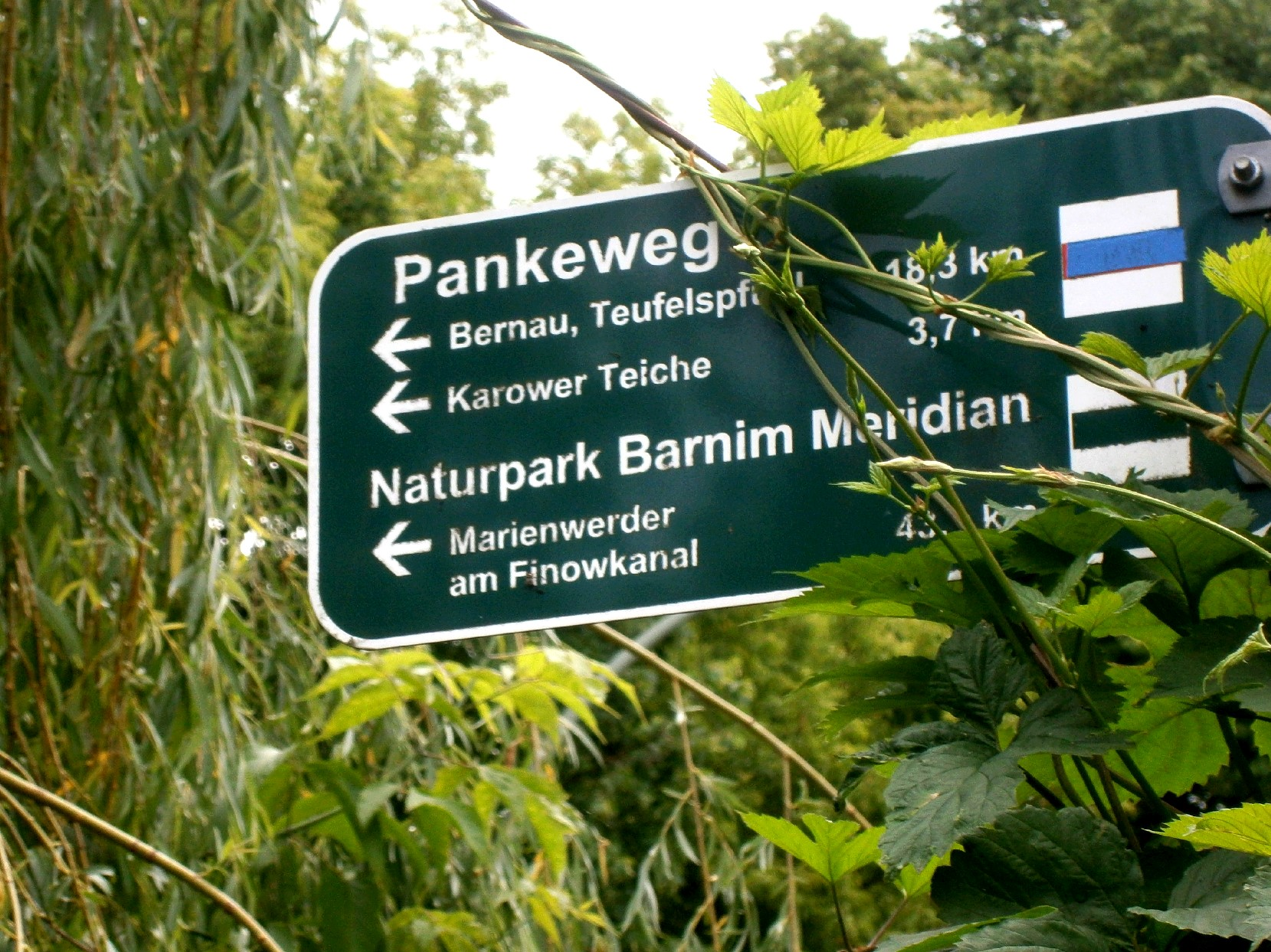
Markierung an der Pankebrücke der Blankenburger Bahnhofstraße als Pankewanderweg

Der Nord-Süd-Weg führt 40 Kilometer längs durch Berlin, zunächst im Norden entlang der Panke zu deren Mündung in die Spree im Stadtzentrum. Getrennt wird dieser Teil als Pankeweg benannt. Von da geht es weiter nach Süden durch den Park am Gleisdreieck, den Natur-Park Schöneberger Südgelände und zum Regionalpark Teltow Park. Die südliche Landesgrenze von Berlin wird in Marienfelde erreicht. Begünstigt durch die Eröffnung des Parks am Gleisdreieck führt der Weg zwischen den Bahnhöfen Yorckstraße und Südkreuz durch Grünflächen und Wegeverbindungen, wo der Bezirk Tempelhof-Schöneberg und das historische Zentrum unmittelbar verbunden sind.
Die Lage der Wege kann sich durch das Stadtleben jedoch auch kurzfristig ändern.

### Buch

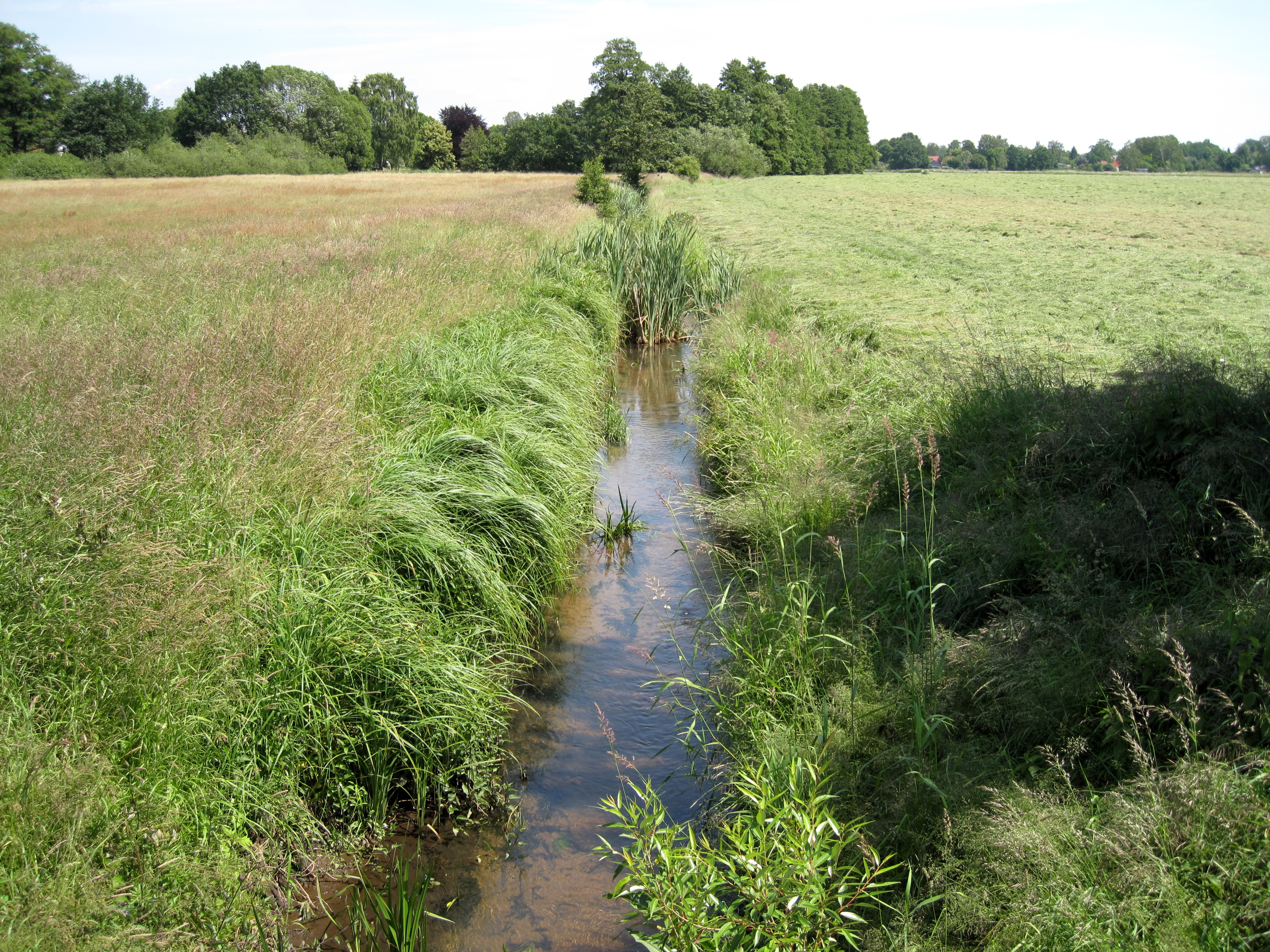
Die Panke begleitet den Nord-Süd-Weg, hier im Stener Bruch

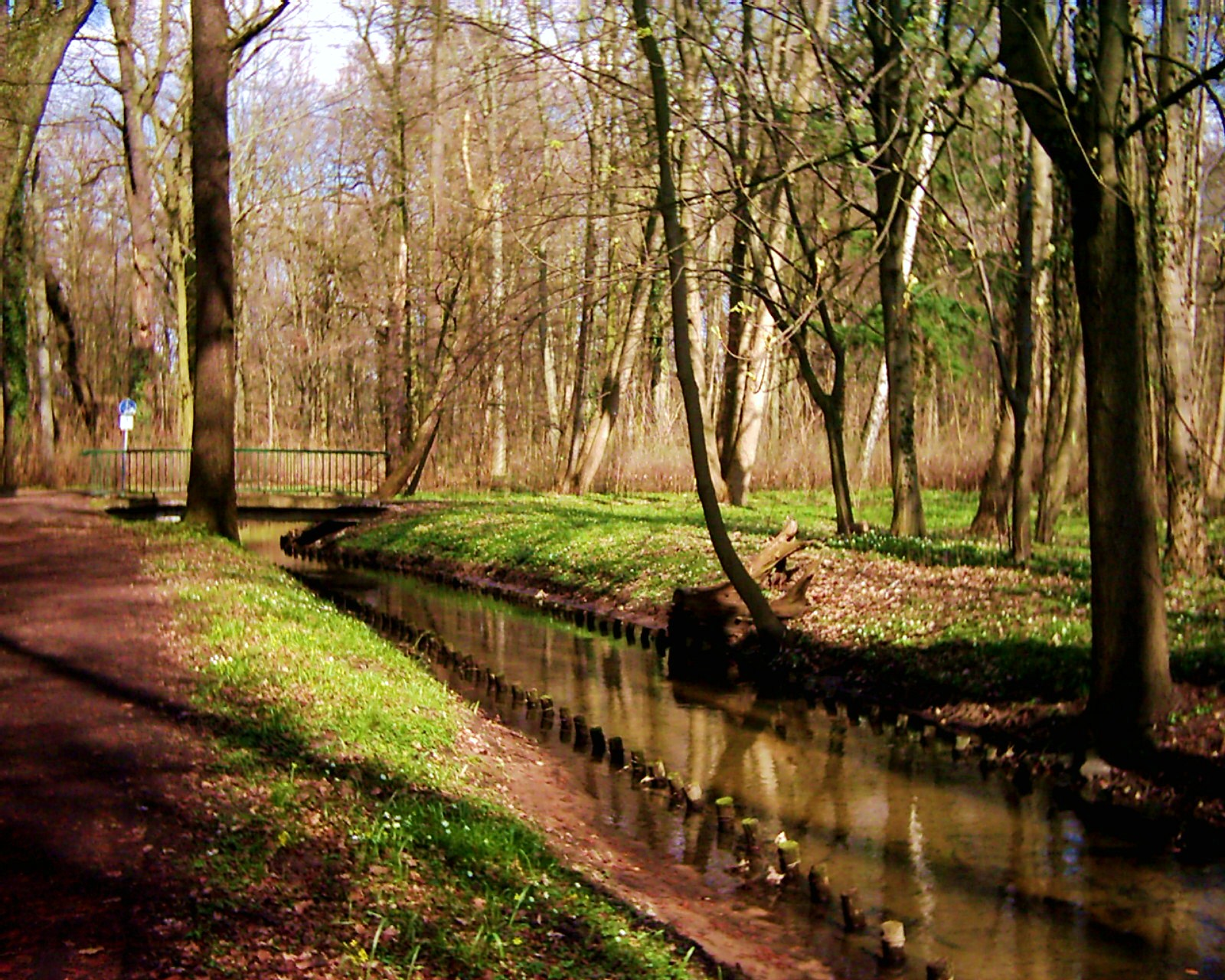
Lage im Schlosspark Buch

Der Nord-Süd-Weg beginnt in Buch im Berliner Norden auf dem Stener Bruch, einem Feuchtwiesengebiet am Lauf der Panke. Er ist Teil des Radfernwegs Berlin–Usedom, der zwischen Bernau und der Berliner Innenstadt wiederum Teil des Pankewegs ist. Der Einstieg in den Nord-Süd-Weg liegt an der Landesgrenze zur Gemeinde Panketal, Ortslage Röntgental. Mit dem S-Bahnhof Röntgental besteht Anschluss zum Berliner Schnellbahnsystem. Vom Ausgang führt der Weg nach rechts zur Bahnhof- und nachfolgend zur Steenerbuschstraße und auf Berliner Gebiet südlich der Panke auf dem Weg durch die Wiesen des Stener Bruchs. In Höhe der Siedlung ‚Buch Kolonie‘ (Ilse-Krause-Straße, vormals Straße 5) erfolgt der Wechsel zum anderen Pankeufer. Weiter, an einem Waldstück vorbei, wird vor dem Pölnitzweg 60 Meter nach rechts zum Eingang in den Schlosspark Buch geleitet. Durch diesen führt der Parkweg zwischen Bahntrasse und Wasserlauf der Panke zur Wiltbergstraße mit dem Bahnhof Buch. Durch die „Kauflandschaft“ am Südrand der Wiltbergstraße geht es wieder an das rechte Ufer der Panke. Seitwärts am Pankeweg befindet sich die Moorlinse in Buch. Der weitere Uferweg insbesondere der folgende Uferwechsel wegen eines verwilderten Bahndamms der ehemals hier liegenden Abzweigung einer Industriebahnhalte und die alte Bahnbrücke über die Panke sind schlecht begehbar. Es wird die Fußgängerbrücke vom Sportplatz zur Walter-Friedrich-Straße und der Weg um die Marianne-Buggenhagen-Schule herum genutzt. An der Ernst-Busch-Straße geht es wieder zur Panke und über den Robert-Havemann-Steg hinweg durch die folgende Bahnunterführung auf die Westseite der Stettiner Bahn zu einem „Wirtschaftsweg“. Der Weg führt nach links, mit einem kleinen Abstecher nach rechts ist die Moorlinse im Blick. Eine im Ergebnis des Fernwegausbaus um 2010 geschaffene Fußgängerbrücke geht es über den Autobahnring. Nach dem Autobahndurchfluss der Panke führt der Weg wieder am Ufer durch die Bahnbrücke der NE 27 nach Basdorf. Unmittelbar an diese Bahnstrecke schließt das NSG Karower Teiche rechtsseitig an, über die Panke hinweg liegt Karow, der Hauptweg bleibt auf der Bucher Seite. An der Schönerlinder Brücke kreuzt der Lindenberger Korridor (Hauptweg 13) den Nord-Süd-Weg. Am gegenüberliegenden Ufer liegen Kleingärten (KGA ‚Bullenwiese‘, KGA ‚Rübländer Graben‘, KGA ‚Kastanienhain‘). An der Mündung des Lietzengraben von rechts (Westen) in die Panke endet der Ortsteil Buch im Graben.

### Französisch Buchholz

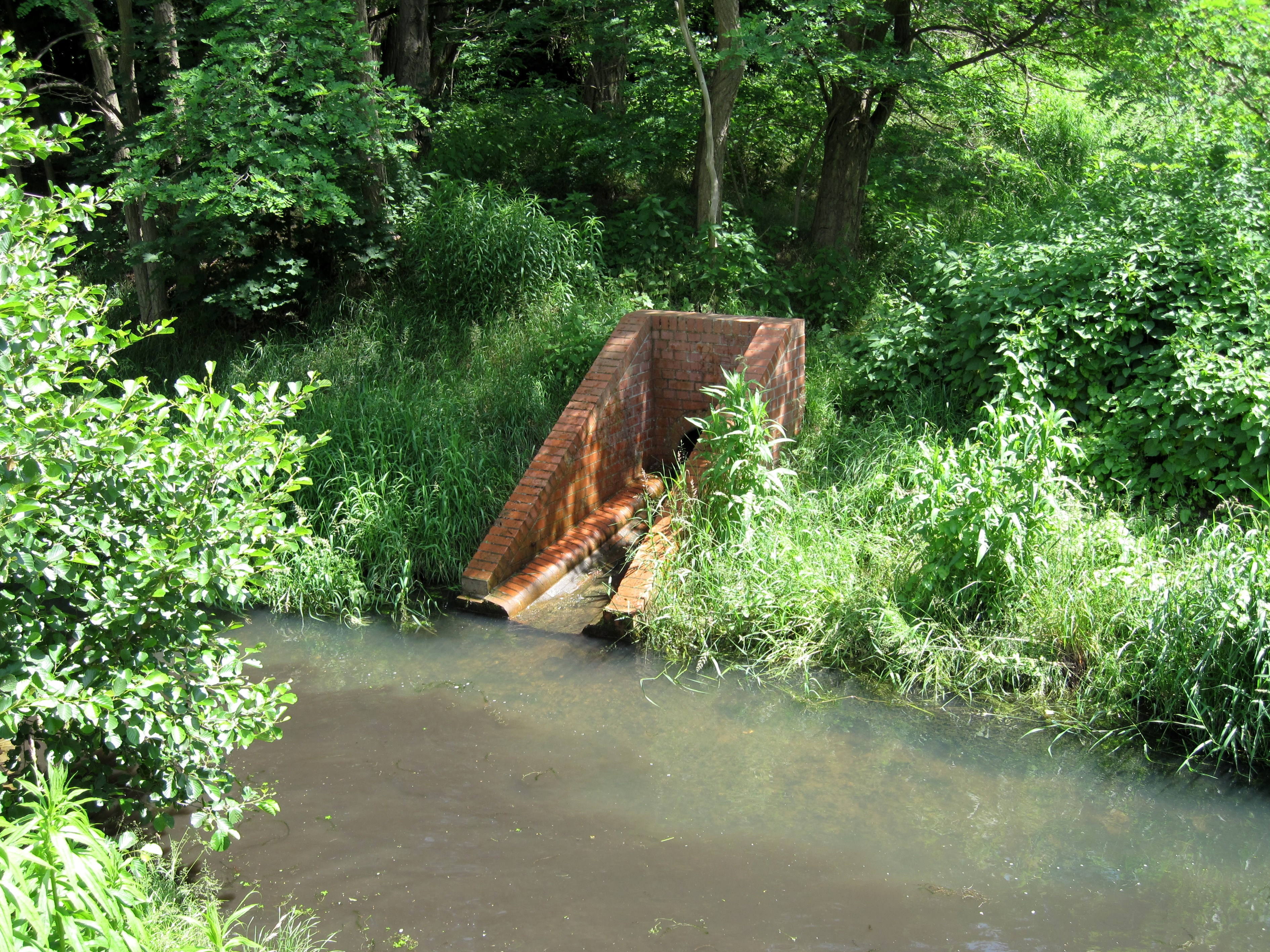
Panke am Nord-Süd-Weg

Mit der Lietzengrabenmündung erreicht der Nord-Süd-Weg Französisch Buchholz. Zwischen Panke und Naturschutzgebiet geht der Weg weiter nach Süden über die Pankgrafenbrücke (Pankgrafenstraße). Zuvor finden noch einige Gräben aus Rieselfeldzeiten den Weg zur Panke. Von der Pankebrücke an geht es durch eine offene Wiesenlandschaft mit dem Wagendorf. Der Panke gegenüber in Karow KGA ‚Pankeniederung‘. Der Weg rechts der Panke endet am Buchholzer Graben, der angelegt wurde um beim Bau des Berliner Außenrings, die so gesperrten Rieselfeldgräben abzuleiten. Am Buchholzer Graben wurde im Zusammenhang mit dem Pankeweg der Krontaler Steg errichtet, auf dem der Ortsteil zur Krontaler Straße verlassen wird.

### Karow

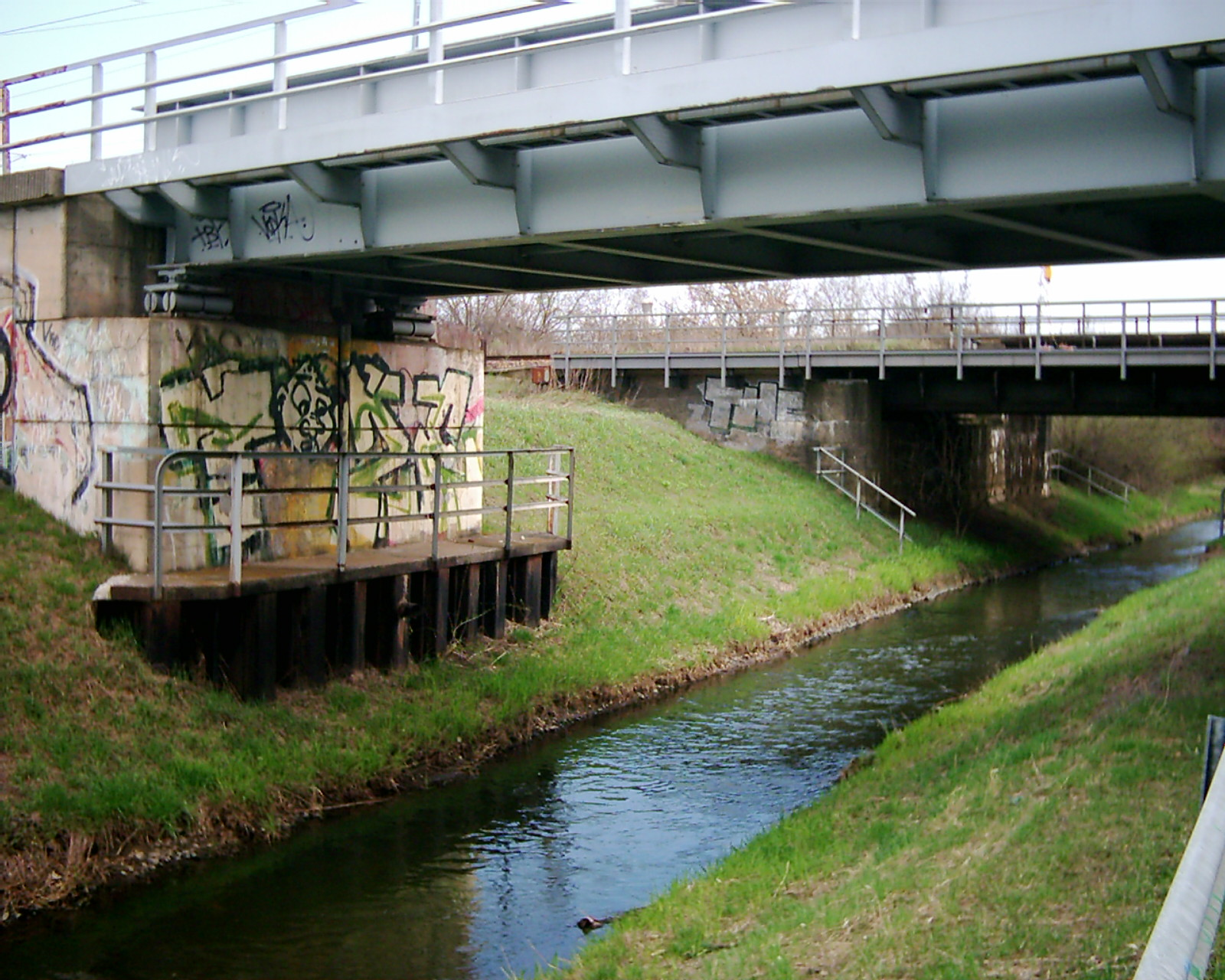
Der Hauptweg unter den Flaischlen-Brücken

Der Ortsteil Karow wird mit dem Überschreiten der Panke auf dem Krontaler Steg zur Krontaler Straße erreicht. Auf dieser nach links geht es durch die Flaischlenbrücke. Diese dreiteilige Eisenbahnbrücke liegt allerdings bereits nicht mehr in Karow, sondern in Blankenburg.

### Blankenburg

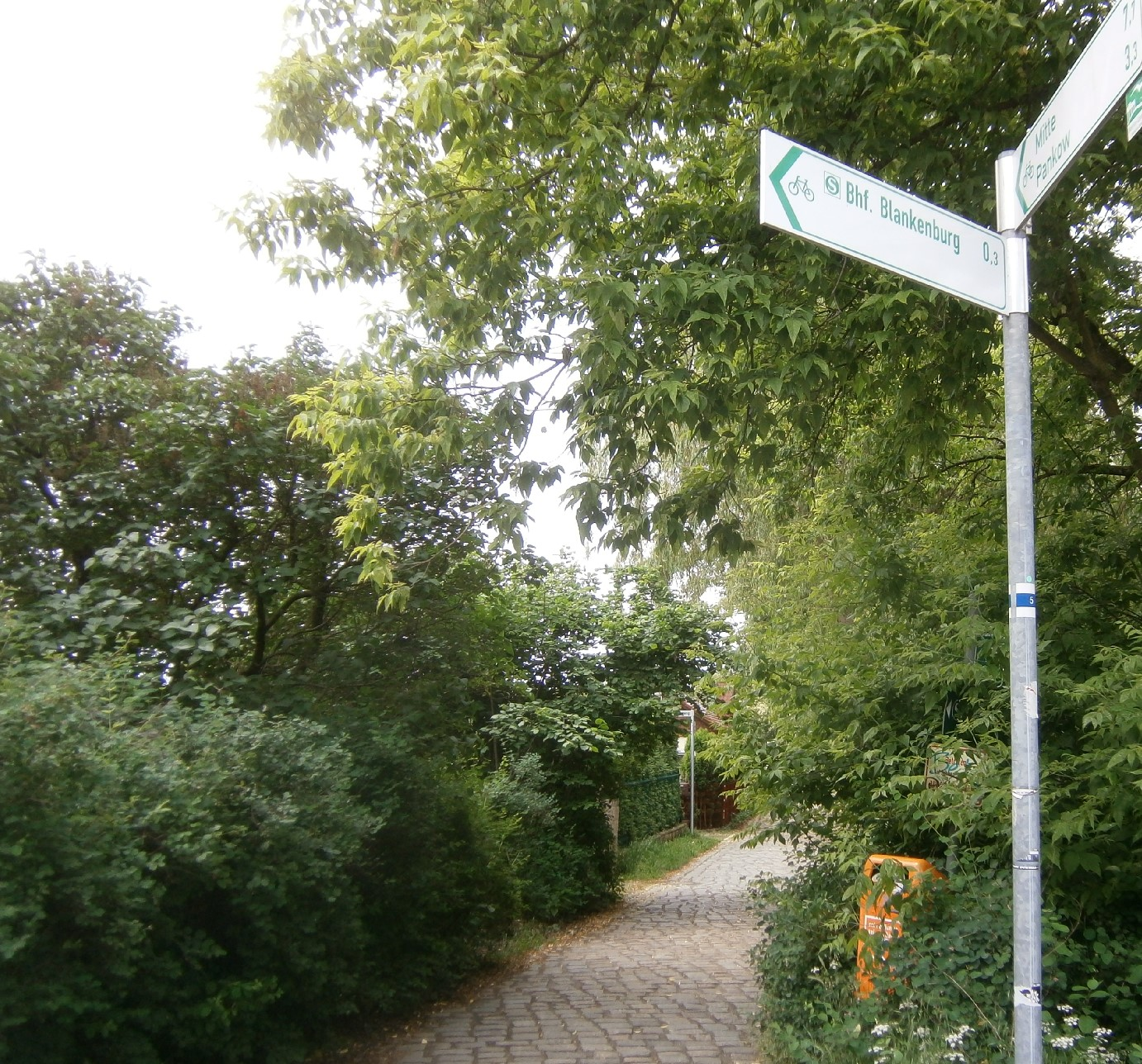
Wegweiser an der Panke

Mit der dreiteilige Eisenbahnbrücke ist der Ortsteil Blankenburg erreicht. Eine eingleisige Brücke als Nordabbieger zur Stettiner Bahn, die mittlere Außenringbrücke und die nach Süden in die Stettiner Bahn einbindende zweigleisige S-Bahn-Brücke (S-Bahn-Linie S8) überbrücken die Krontaler Straße und den Pankelauf. Die kleine Fußgängerbrücke nach Buchholz trägt ebenfalls den Namen Flaischlenbrücke und gab wohl der großen Eisenbahnbrücke den Namen ab. Mit dem Abbiegen der Krontalerstraße wird diese auf einem Uferweg an der Panke verlassen, wo von der anderen Seite der Brendegraben in die Panke mündet. Da nun die gesamte Pankebreite einschließlich des rechten Ufers zum Nachbarortsteil gehört, wird Blankenburg wieder auf Französisch Buchholzer Flur verlassen.

### Französisch Buchholz (2)

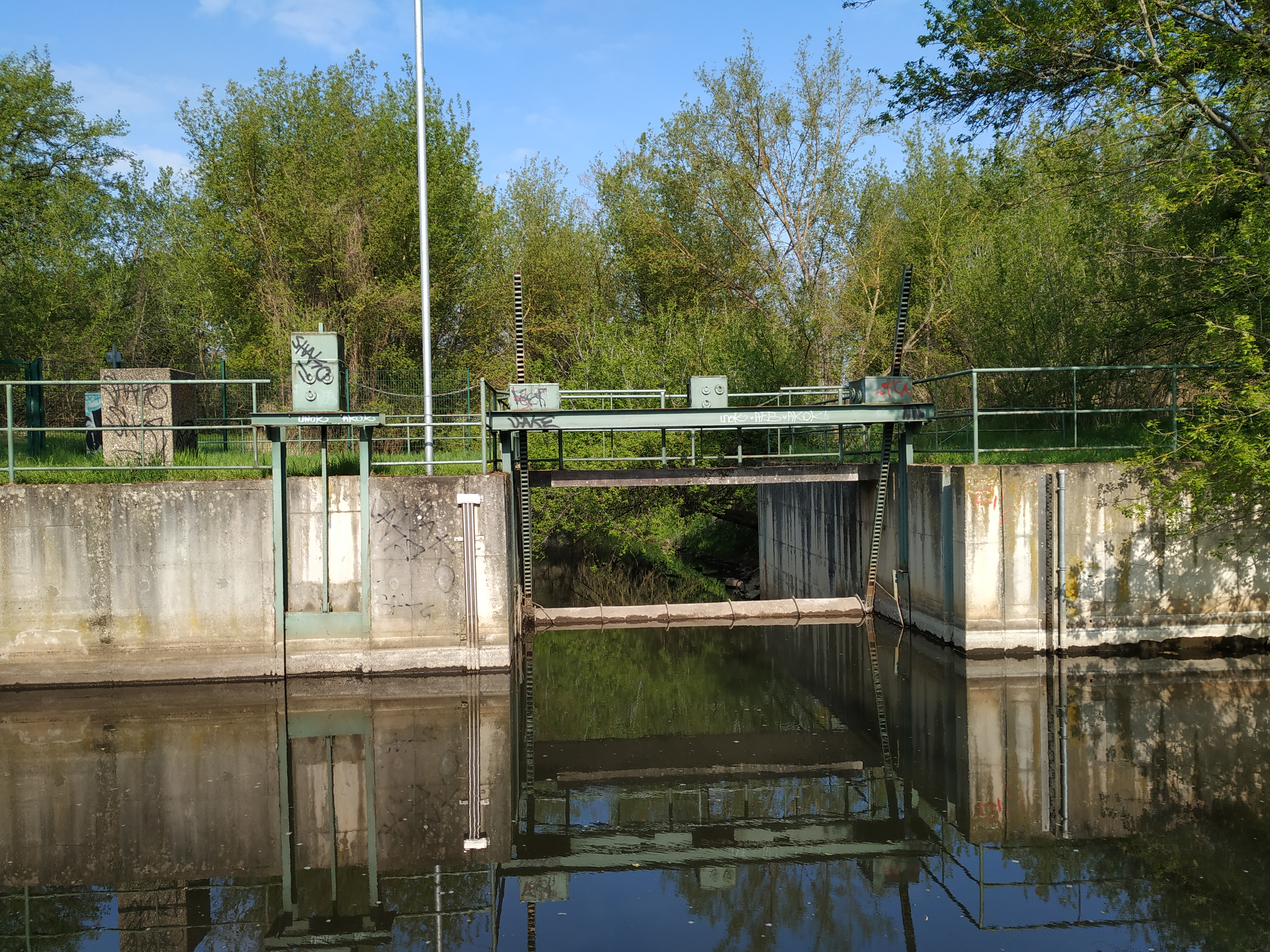
Der Nordgraben wird aus der Panke abgelassen

Weiter am Pankeufer und nach deren Durchtritt durch den Autobahnzubringer Pankow an dieser lärmschutzwandversteckten Bundesautobahn entlang, wird in einem scharfen Knick nach links entlang der Rampe der Königsteinbrücke bis an die Flaischlenstraße nochmals nach Blankenburg abgewichen um den Beginn der Brückenrampe in Verlängerung der Königsteinstraße zu erreichen. Diese auch für Radfahrer (Radfernweg Berlin-Usedom) geeignete hohe Brücke über Autobahn und Panke besitzt an beiden Seiten lange und somit weniger steile Auffahrten. Am westlichen Brückenende ist wiederum Französisch Buchholz erreicht. Mit einem kurzen Abstieg an der KGA ‚Pankewiese II‘ erreicht der grüne Hauptweg (hier: Pankeweg) die Panke (mit der Autobahn über einen Grünstreifen und Lärmschutzwege geschützt). Es folgt auf Buchholzer Seite die KGA ‚Gravensteiner Aue‘. Auffällig ist die durch die Autobahn in einem Rohr zur Panke durchtretende Laake, wobei die Autobahn über die Freischützbrücke gelegt wurde. Pankeab zu den Kleingartenanlagen der Erholungssiedlung Gravenstein folgt die Hebammenbrücke, im Stil wie die Königsteiner Brücke mit langen Rampen. Der Legende nach wurde vor dem Bau des Autobahnzubringers der ‚Hebammenweg‘ von dieser Berufsgruppe zwischen Blankenburg und Buchholz genutzt. Die Verlängerung dieses Wegs ist der Eiserapfelweg, die Anlagenwege der Siedlung Gravenstein bekamen konsequenterweise Straßennamen nach Apfelsorten als im Bezirk Pankow die bundesweite Georeferenzierbarkeit von Grundstücken umgesetzt wurde. Es folgen noch die Kleingartenanlagen ‚Pankegrund‘, ‚Pankewiesen‘ und ‚Pankepark‘. Hier besteht ein Pumpwerk (Ferdinand-Buisson-Straße) und die anderen Gebäude gehören zum Gewerbezentrum Pankstraße, am Gewerbepark nach der ehemaligen Lederfabrik kommt der Pankeweg an die Bahnhofstraße. Die Bahnhofstraßenbrücke liegt 300 Meter vom S-Bahnhof Blankenburg entfernt nach links. Der Nord-Süd-Weg führt über die Brücke 30 Meter nach links zum weiteren Verlauf am östlichen Ufer, der Weg an der Panke. Am Pankebecken wird mit einer Schleusenanlage der Nordgraben abgeleitet. 150 Meter weiter quert der grüne Hauptweg 16, der hier die Trasse der ehemaligen Industriebahn Tegel–Friedrichsfelde nutzt.

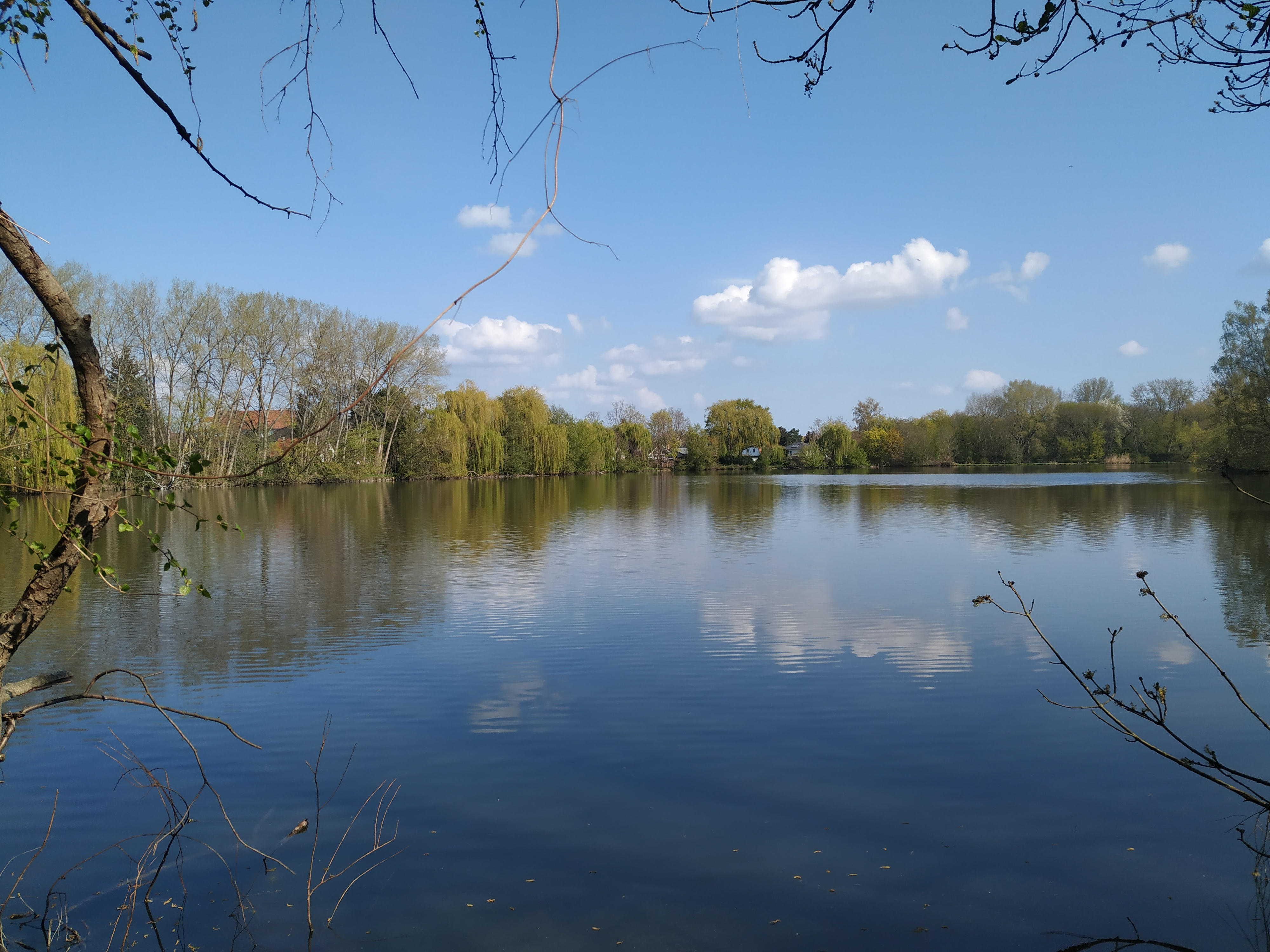
Karpfenteich vom Pankeweg aus gesehen.

Der grüne Hauptweg 05 führt zwischen Panke-Ostufer und Blankenburger Karpfenteichen zur Anschlussstelle 4 (Pasewalker Straße) der A 114, an der auch die Mündung des Schmöckpfuhlgrabens in die Panke liegt. Empfohlen ist die Kreuzung linksherum zu begehen, da der weitere Verlauf des Hauptwegs in unmittelbarer Pankenähe geplant ist. Die Panke fließt, nachdem der Schmöckpfuhlgraben gemündet ist, an der Pasewalker Straße durch die Löffelbrücke. Da jedoch die weiteren Grundstücke an die Panke grenzen, führt der Hauptweg auf dem linken Gehweg durch die Schloßallee weiter. Nach etwa 40 Metern wird auf der Schlossallee der Ortsteil in seinem Südzipfel verlassen.

### Niederschönhausen
Der Nord-Süd-Weg führt, nachdem der Ortsteil Niederschönhausen erreicht ist, an der Südseite der Schloßallee zwischen altem Baumbestand und Stadtvillen (Grumbkow-, Elisabeth-Christinen-, Lindenberger Straße). Dann ist der Schlosspark von „Schloss Schönhausen in Niederschönhausen“ in Höhe Lindenberger Straße erreicht. Der Idealweg würde hier vom Nordufer der Panke in Höhe der Strauchwiesenbrücke zur Schlossallee aufschließen. Wobei zunächst links die KGA ‚Schüßler‘ (im Ortsteil Pankow) liegt. Im Schlosspark führt die Panke wieder an den Hauptweg und begleitet ihn zum Parkrand an der Ossietzkystraße. Am Schlosspark endet vorerst die Führung im Ortsteil.

### Pankow

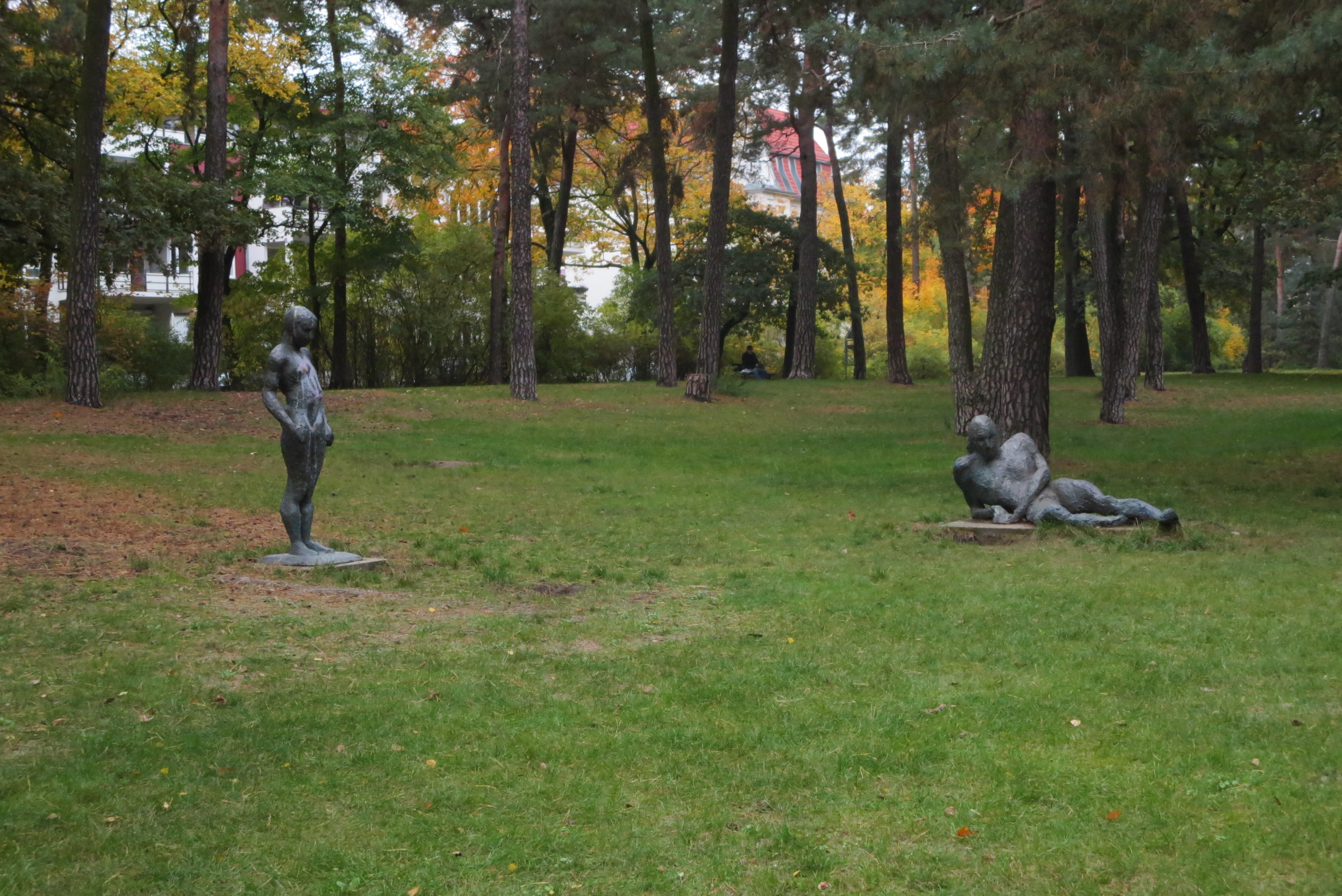
Skulpturen im Bürgerpark Pankow, seitwärts vom Nord-Südweg

Sobald die Ossietzkystraße betreten wird, ist der Ortsteil Pankow erreicht. Hier besteht ebenfalls die Planung ab Elisabethweg 3 den Nord-Süd-Weg zwischen Grundstücken (vormals: Pankow-Städtchen) und Pankenordufer entlangzuführen, wiederum in Niederschönhausen. Solange führt der Nord-Süd-Weg durch Elisabethweg und Parkstraße zur Schönholzer Straße, über diese und die Kreuzstraße in den Bürgerpark. Am Östlichen Parksteg über die Panke mit dem Anschluss an die Idealführung ist wiederum Niederschönhausen erreicht.

### Niederschönhausen und Pankow
Da die Panke die Ortsteile Pankow und Niederschönhausen trennt, ist der Seitenwechsel des Wegs am östlichen Parksteg gleichzeitig ein Ortsteilwechsel. Auf dem nördlichen Ufer führt der Hauptweg durch den Bürgerpark zur Straße Am Bürgerpark. Mit dem Verlassen des Bürgerparks am Spielplatz treffen Lübarser und Mauerweg zusammen, die auf der Straße am Friedhof III im vormaligen Grenzstreifen verlaufen. Mit dem Wechsel der Straßenseite Am Bürgerpark und über die „Brücke am Bürgerpark“ ist für 270 Meter wieder der Hauptweg im Ortsteil Pankow gelegen. Es geht um das Hochwasserrückhaltebecken, vormals unmittelbar zwischen der Mauer gelegenes Gebiet, am Zaun in die Wilhelm-Kuhr-Straße und durch die Bahnbrücke (Berliner Nordbahn, heute S-Bahn nahe Bahnhof Wollankstraße). Der Lübarser Weg geht im ‚Birkenwäldchen auf dem ehemaligen Todesstreifen‘ vor der Bahnlinie nach Osten ab, der Mauerweg führt ebenfalls noch durch die Straßenunterführung und geht danach nach links ab.

### Gesundbrunnen

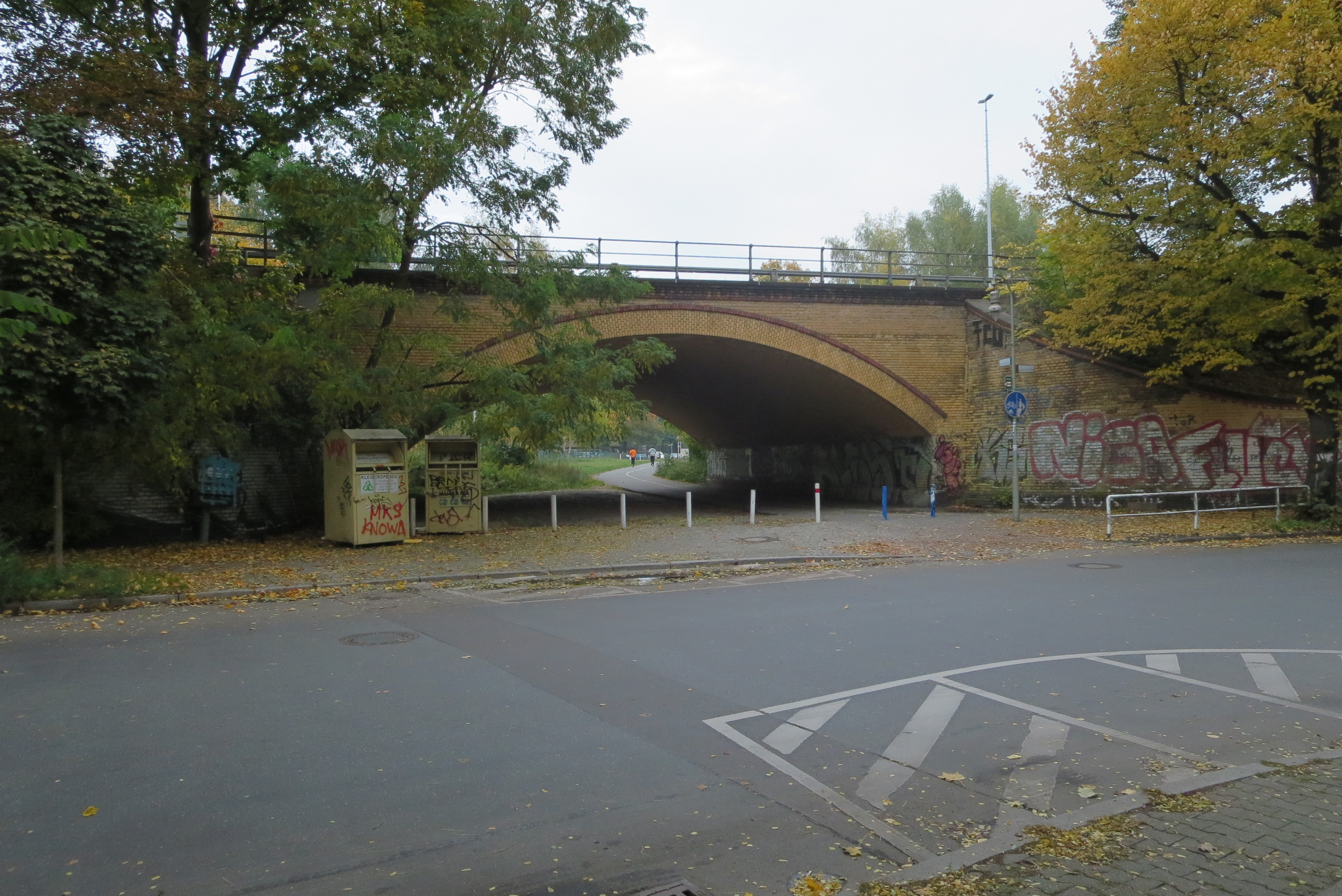
Unter der Nordbahn nach Gesundbrunnen

Direkt an der Bahnunterführung der Wilhelm-Kuhr-Straße unter der Nordbahn an der Nordbahnstraße ist Gesundbrunnen betreten. Dadurch wird der Bezirk Pankow verlassen und Mitte erreicht. Der Nord-Süd-Weg und somit auch der Pankeweg führen nach rechts über die Hugo-Heinemann-Brücke, um die Panke zu queren und an deren Ufer Ecke Kühnemannstraße nach links in den hier als Walter-Nicklitz-Promenade in den 1970er Jahren angelegten Wanderweg, der in den Jahren nach der politischen Wende zum Fernradweg ausgebaut wurde. Es wurde ein Parkstreifen entlang der Panke geschaffen, wobei der Naherholungsweg einige Mal die Uferseiten der Panke wechselt. So liegt die KGA ‚Panke-Grund‘ rechts und der Weg führt um das Rückhaltebecken östlich herum und grenzt dabei am Kirchhof III der Französischen Gemeinde vorbei. An dessen Südrand kreuzt der Innere Parkring über den Nord-Süd-Weg und die Panke. Der Nord-Süd-Weg im Parkstreifenzug an der Ostseite der Panke kreuzt im Weiteren die Soldiner Straße, in Höhe der Gotenburger Straße, vor der Stockholmer Straße wiederum die Uferseiten wechselnd geht es ‚rechtspankig‘ zur Osloer Straße mit Straßenbahnverkehr.
Die breite Osloer Straße, Teil des Straßenrings in Verlängerung der Seestraße, wird die Panke wechselnd auf der Osloer-Straßen-Brücke im Zug von Stockholmer zur Travemünder Straße überquert. Als Nächstes erreicht der Wanderweg die Badstraße. Diese Verkehrsstraße wird am besten nach rechts über die Badbrücke gehend an der ampelgeregelten Kreuzung Badstraße zur Exerzier-/Schweden-/Koloniestraße überquert und wiederum auf der Badbrücke nach links zur Panke zurück. Anschließend nach rechts in die Gropiusstraße geführt. Zwischen der Thurneysser- bis zur Schönstedtstraße liegt mit der Orthstraße darin der Park um das Amtsgericht Wedding (Brunnenplatz). Es folgt ein Grünstreifen am Amts- und Finanzgericht und der Albert-Gutzmann-Schule entlang der Panke vorbei an der Walter-Röber-Brücke (Wiesenstraße, Uferstraße), auf der ein Denkstein zum Weddinger Blutmai eingelassen ist. Auf der Pankstraßenbrücke über die gleichnamige Straße hinweg geht es durch eine Grünanlage, wo vormals Weddinger Mietshäuser bis dicht an die „Stinke-Panke“ standen. Gegenüber an der Panke die Herbert-Hoover-Schule. Der Nord-Süd-Weg liegt unter der Ringbahnunterführung auf einem Wegeabschnitt mit teils aufgelassenen Gewerbebetrieben, wo ein Eindruck von der Panke im Wedding entsteht, auch wenn heute einiges begrünt und verschönert ist. Ein neuerer Brückensteg ergänzt die Ansicht. Der Grünzug zwischen Gerichtstraßenbrücke und Schönwalder-Straßen-Brücke ist wiederum ein Grünzug am Pankeufer.

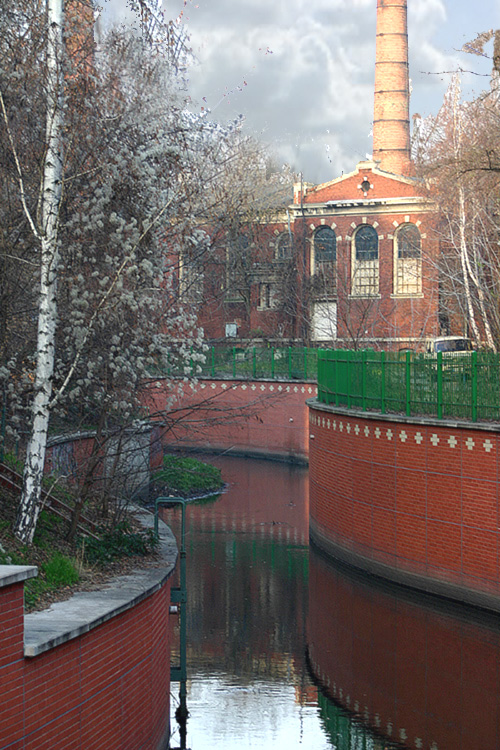
Nord-Süd-Weg und Panke zwischen alten Weddinger Industriebauten

An der Schulzendorfer Straße verlässt der Hauptweg den sichtbaren Pankelauf in den folgenden Grünzug zur Chausseestraße. An der Rechenanlage Schulzendorfer Straße wird das Wasser der Panke in den Kanal im Zuge des „Charitégrabens“ geteilt und eine Abzweigung gibt die Möglichkeit in den eigentlichen heute noch unvollendeten[veraltet] Pankelauf, jetzt Stadt- oder Südpanke genannt, zu lassen. Der Weg folgt im Weiteren dem unsichtbaren (weil verrohrten) Lauf der Südpanke durch die Parkanlage des Südpankeparks Richtung Ecke Liesen-/ Chausseestraße. Der Parkweg selbst erreicht 70 vor der Kreuzung die Chausseestraße.

### Wedding
An der Chausseestraße ist mit dem Südpankeparkweg der Ortsteil Wedding erreicht, der hier auf der Chausseestraße in den Ortsteil Mitte hineinreicht. Das Wasser der Panke wird von einem Düker unter Straße und der hier entlangführenden U-Bahn-Linie U6 hindurchgeführt. Eine weitere Führung an der Südpanke entlang nach Mitte zwischen Bundeswehrkrankenhaus und Zentrale des Bundesnachrichtendienstes ist vorgesehen, aber derzeit nicht begehbar. So führt der Nord-Süd-Weg an der Chausseestraße nach rechts zum Grünzug an der Weddinger Seite der Boyenstraße. Dabei wird der Hauptweg 19 (Tiergartenring) und der Mauerweg auf dieser Führung aufgenommen. Am Ende der Boyenstraße nach rechts von der Scharnhorststraße weg in An der Kieler Brücke und nach links an den Häusern nach links Richtung Kieler Brücke auf der Ortsteilgrenze Wedding/Mitte (beide im Bezirk Mitte). An der Kieler Brücke kommt am Schifffahrtskanal noch der Heiligenseer Weg hinzu. Die drei grünen Hauptwege 03, 05 und 19 mitsamt dem Mauerweg liegen auf dem Grünzug „Promenade am Berlin-Spandauer Schifffahrtskanal“ und führen aus Wedding hinaus.

### Mitte

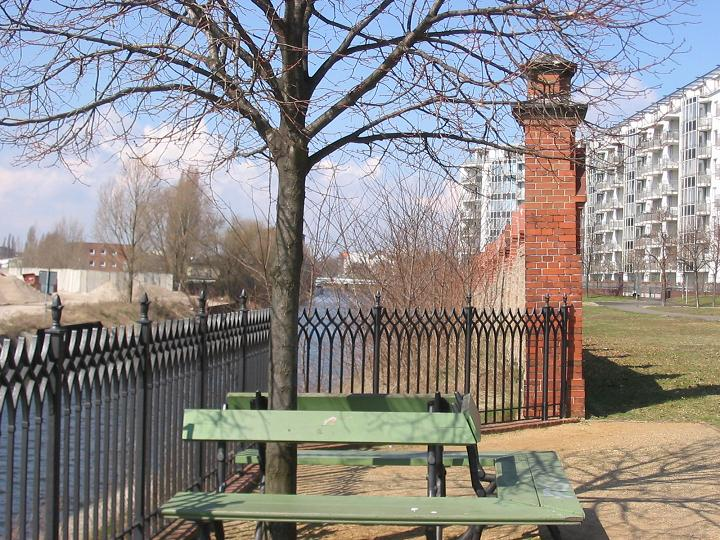
Der Nord-Süd-Weg führt am Berlin-Spandauer Schifffahrtskanal entlang, Invalidenfriedhof

Etwas von der Kieler Brücke am Nordufer des Schifffahrtskanals, hier auf den Charitégraben, hat der Nord-Süd-Weg den Ortsteil Mitte erreicht. Am Hubschrauberlandeplatz des Bundeswehrkrankenhauses herum und an der Kieler Straße gehen die Hauptwege in den Invalidenfriedhof mit historischen Grabstätten von Militärs über. Da der Friedhof im Bereich der Berliner Mauer lag, sind einige Verluste entstanden. Im Invalidenfriedhof trennt sich der Nord-Süd-Weg zur Scharnhorststraße wieder von der Uferpromenade des Kanals durch den Ausgang Scharnhorststraße und links in die Habersaathstraße zum Schwarzen Weg. Von hier aus ist der Planweg durch den Park an der Südpanke begehbar.
Der grüne Hauptweg 05 führt auf dem Schwarzen Weg am Invalidenpark mit dem Denkmal ‚Sinkende Mauer‘ benachbart an den Gebäuden von Bundesministerien zur Invalidenstraße, in Sichtweite (700 Meter) der Hauptbahnhof. Die Invalidenstraße zum Platz vor dem Neuen Tor kreuzend und über die durchführende Hannoversche Straße an den Robert-Koch-Platz heran geht es nach links durch die Hannoversche an die Hessische Straße. Am rechts liegenden Graben ist ein Blick zurück auf die überbaute Panke-Brücke der Hannoverschen zur Hessischen Straße möglich. Am Lauf der kanalisierten Südpanke neben der Grundschule ‚Neues Tor‘ geht es zur Philippstraße.
Auch hier gibt es eine ideale Wegstrecke entlang der Südpanke durch den Hof der Institute der Humboldt-Universität am Pankegraben hinter den Theatern und der Botschaft der Ukraine und dem Reichsbahnbunker weiter über die Reinhardtstraße und zwischen deren Häusern zum Gelände des alten Friedrichstadtpalastes (Am Zirkus) zum Bertolt-Brecht-Platz. Die empfohlene Wegführung nutzt den Weg am Hochhaus der Kliniken des Campus Charité-Mitte zur Luisenstraße und diese nach links zur Schumannstraße rechts an den Kammerspielen und dem Deutschen Theater vorbei und nach rechts in die Albrechtstraße vor der ukrainischen Botschaft (gegenüber die Charité-Mensa) und hinter dem Reichsbahnbunker herum. Die Reinhardtstraße 60 Meter nach links überquerend, wird auf Am Zirkus zum Schiffbauerdamm erreicht und auf diese Weise der Bertolt-Brecht-Platz. Hier neben dem Berliner Ensemble (Brecht-Theater) findet die Stadtpanke am Spreekai gegenüber dem Bahnhof Friedrichstraße (am ehemaligen Tränenpalast) ihre Mündung: „Am Schiffbauerdamm Nummer zwee fließt die Panke in die Spree“. Entsprechend endet der Pankeweg als Teil des Nord-Süd-Wegs.
Der Nord-Süd-Weg richtet sich am Schiffbauerdamm nach rechts (spreeanwärts) durch die Bahnbrücken am Bahnhof, weiter zwischen Spree und Bundeseinrichtungen zur Marschallbrücke über die ebenfalls der Mauerweg (von der anderen Seite her) die Spreeufer wechselt. Mit dem Wechsel der Luisenstraße auf die Wilhelmstraße über die Brücke wird das Reichstagsufer erlangt und hier auf den Spreeweg / Berliner Urstromtal getroffen. Der Nord-Süd-Weg und der Mauerweg biegen am Friedrich-Ebert-Platz, Ostseite des Reichstagsgebäudes, gegenüber der Abgeordnetenbüros im Jakob-Kaiser-Haus nach Süden. Je nach Sitzungsbetrieb im Deutschen Bundestag ist der Platz allerdings gesperrt und man muss das Reichstagsgebäude umrunden. Der Spreeweg verläuft weiter am Spreeufer. Dem Reichstag gegenüber das Reichspräsidentenpalais mit dem unterirdischen Gang, der möglicherweise beim Reichstagsbrand genutzt wurde. Dazu gibt es im Reichstagsgebäude eine kleine Ausstellung. Am Ende des Reichstagsgebäudes Dorotheenstraße/Scheidemannstraße wird mit dem Wechsel über die Straßen zum Tiergarten der Ortsteil verlassen.

### Tiergarten

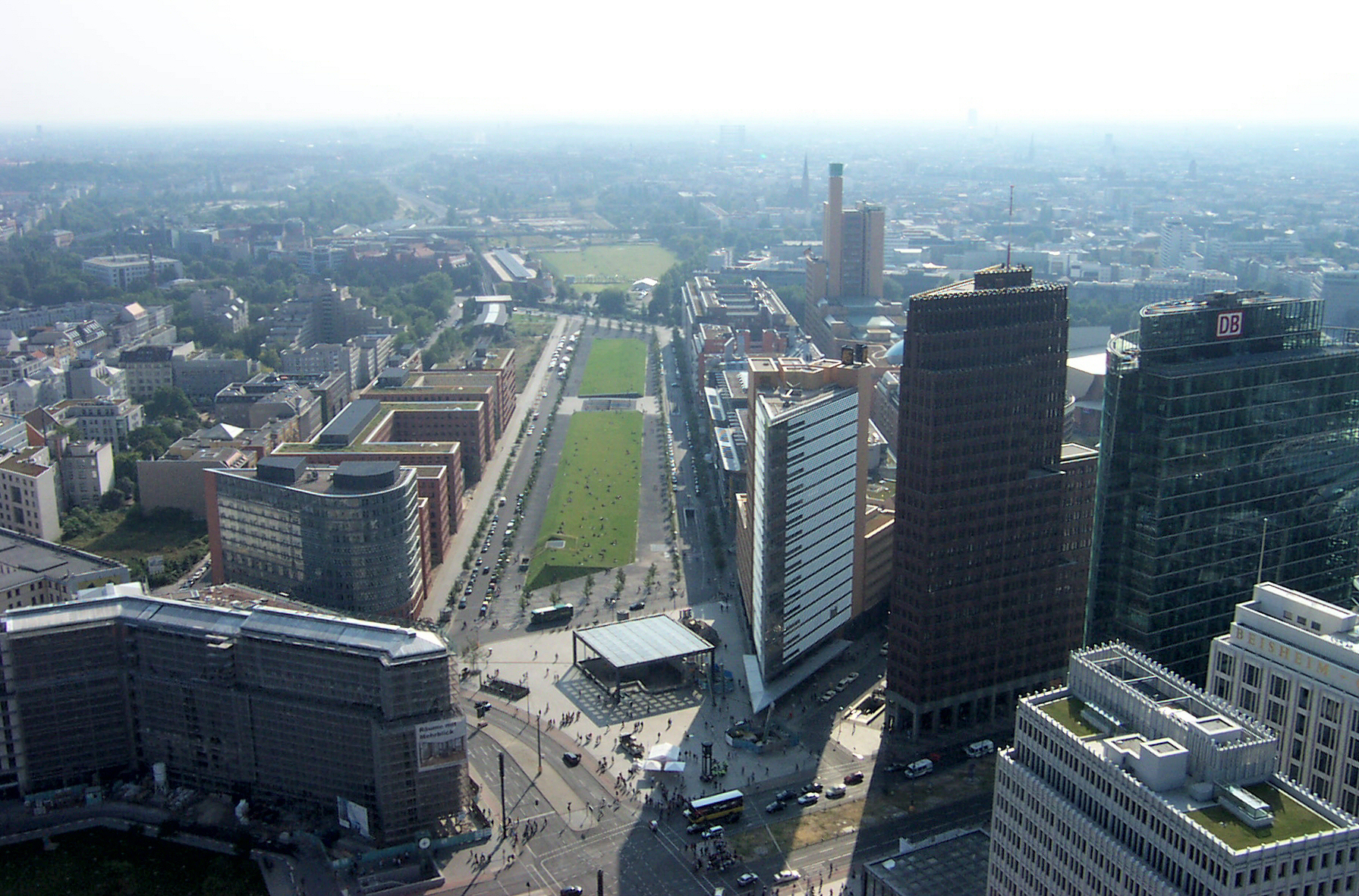
Tilla-Durieux-Park: Grünzug am Potsdamer Platz

Mit dem Eintritt in den Park ist auch der gleichnamige Ortsteil Tiergarten im Bezirk Mitte betreten. An dieser Ecke des Parks befindet sich die Gedenkstätte für Maueropfer und das Denkmal für die im Nationalsozialismus ermordeten Sinti und Roma. Im Park auf dem Weg in Richtung der Ebertstraße über die Straße des 17. Juni hinweg und am Brandenburger Tor (dahinter Pariser Platz) mit dem Platz des 18. März davor, führt der Nord-Süd-Weg mit Mauerweg und ab hier mit dem Fernwanderweg E11 im Tiergarten nach Süden. Gegenüber liegt das Denkmal für die ermordeten Juden Europas und im Park das Denkmal für homosexuelle Opfer des Faschismus. An der Lennéstraße (Lenné-Dreieck) wird der Große Tiergarten verlassen und der Fernwander-, Mauer- und Hauptweg verlaufen vor den Gebäuden auf dem Gehweg der Ebertstraße zum Potsdamer Platz. Neben dem Holocaustdenkmal an der Straße In den Ministergärten liegen gegenüber die sechs Landesvertretungen von deutschen Bundesländern. Auf dem Potsdamer Platz mit dem Fern- und S-Bahnhof und dem U-Bahnhof kreuzt die B 1 (Leipziger/Potsdamer Straße). Danach wendet sich der Mauerweg schräg links in die Stresemannstraße und der Fern- und Hauptweg setzt sich etwas nach rechts im Tilla-Durieux-Park an der Gabriele-Tergit-Promenade fort, an deren Südende der U-Bahnhof Mendelssohn-Bartholdy-Park liegt. Vor der am Landwehrkanal liegenden B 96 (hier das Reichpietschufer) endet der Ortsteil.

### Kreuzberg

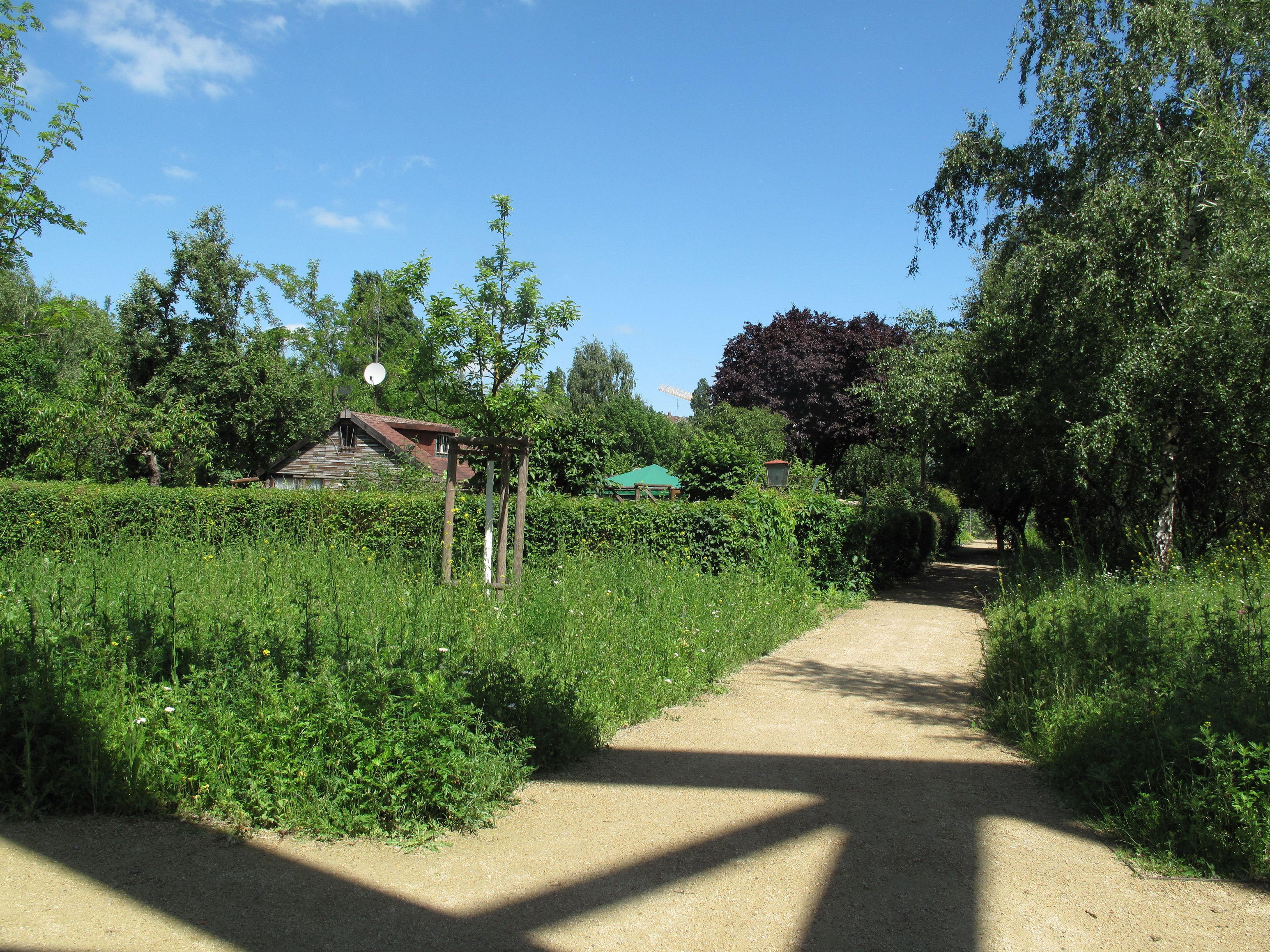
Im Park am Gleisdreieck

Mit dem Reichpietschufer ist der Ortsteil Kreuzberg betreten, mit einem Wechsel über die Bezirksgrenze Mitte / Friedrichshain-Kreuzberg. Östlich vom U-Bahnhof befindet sich der gleichnamige Mendelssohn-Bartholdy-Park mit dem großen Mendelssohn-Bartholdy-Stein. Dieser Findling ist als Naturdenkmal ausgewiesen und zeigt ein Porträt des Komponisten Felix Mendelssohn Bartholdy.
Eine Brücke, die den Übergang vom Reichspietsch- zum Schöneberger Ufer innerhalb des Parkstreifens ermöglicht, ist wohl geplant. So wird bis auf Weiteres die Köthener Brücke neben der U-Bahn-Brücke zum Schöneberger Ufer genutzt, wobei beide Richtungsfahrbahnen der Bundesstraße 96 ampelgeregelt sind. Am Schöneberger Ufer kreuzt der Nord-Süd-Weg den Tiergartenring und der Fernwanderweg schließt sich diesem ostwärts am Landwehrkanal an. Der Hauptweg 05 führt wieder um die gleiche Länge nach rechts und danach auf dem vormaligen Bahngelände in den Park am Gleisdreieck-Westpark. Unter diesem Park liegt der Bahntunnel vom Bahnhof Potsdamer Platz zum Südkreuz. Links vom Weg liegt der U-Bahnhof Gleisdreieck und zwischen den beiden U-Bahn-Brücken (Linien U2 und U1) hindurch kommt diese Strecke der Dresdener Bahn an die Oberfläche. Der Hauptweg wechselt in den baumbestandenen „Gleisdreieck-Ostpark“, hier liegt der Museumsteich und dahinter die Anlage des Technikmuseums. Am Südende des Ostparks ist die Yorckstraße mit den Yorckbrücken und so das Ende des Ortsteils erreicht.

### Schöneberg

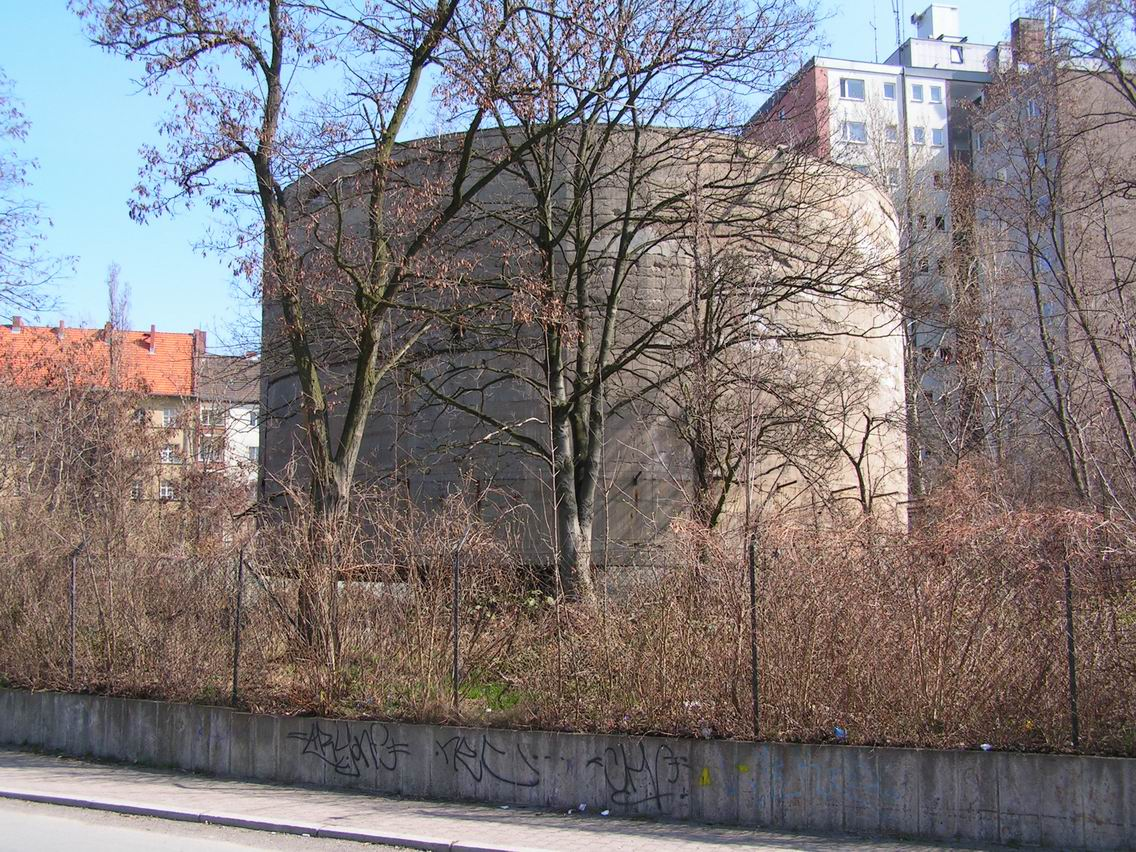
Schwerbelastungskörper an der Kolonnenstraße

Mit der Yorckstraße ist der Ortsteil Schöneberg im Bezirk Tempelhof-Schöneberg betreten. Auf den Brücken liegen S-Bahn, Fernbahn und das Gleis der Museumsbahn zur Monumentenhalle. Eine der Brücken ist zur Nutzung für den Hauptweg geöffnet. Hier geht es in eine Brach- und Wiesenfläche zwischen den Gewerbegebäuden der Kreuzbergstraße und den Fernbahngleisen zur Monumentenbrücke.
Nach rechts über die Brücke in die Monumentenstraße ist abweichend von der ursprünglichen Wegführung inzwischen ein Abstieg zum Rad- und Fußweg nach Süden parallel zu den Bahngleisen. Dieser führt unter der Kolonnenbrücke hindurch. Gleich rechts befindet sich das Gebäude des Deutschen Instituts für Bautechnik, und auf der gegenüberliegenden Seite der beeindruckende Bau des Schwerbelastungskörpers vom Anfang der 1940er Jahre. Weiter geht es vorbei an der Hertha-Block-Promenade (Alfred-Lion-Steg) bis zum Bahnhof Südkreuz, dessen Eingangshalle durchquert werden muss. Auf der anderen, der westlichen Seite des Bahnhofsgebäudes befindet sich der Hildegard-Knef-Platz.
Der ausgewiesene Hauptweg liegt noch auf Straßengebiet: Monumentenstraße, nach links, Hohenfriedbergstraße, nach rechts, Kolonnenstraße, an der Kreuzung nach links, Naumannstraße (vorbei am Zwölf-Apostel-Friedhof linker Hand). An der am Leuthener Platz querlaufenden Leuthener Straße zur Hertha-Block-Promenade noch 270 Meter in die Torgauer Straße nach links (ostwärts) und zur Wilhelm-Kabus-Straße, wo die derzeit nicht begehbare Führung am Bahngrünzug wieder aufschließt. Mit der Bahnbrücke (S-Bahn-Linien der Ringbahn) über die Wilhelm-Kabus-Straße wird der Hildegard-Knef-Platz, der westliche Bahnhofsvorplatz des Fern- und S-Bahnhofs Südkreuz erreicht.

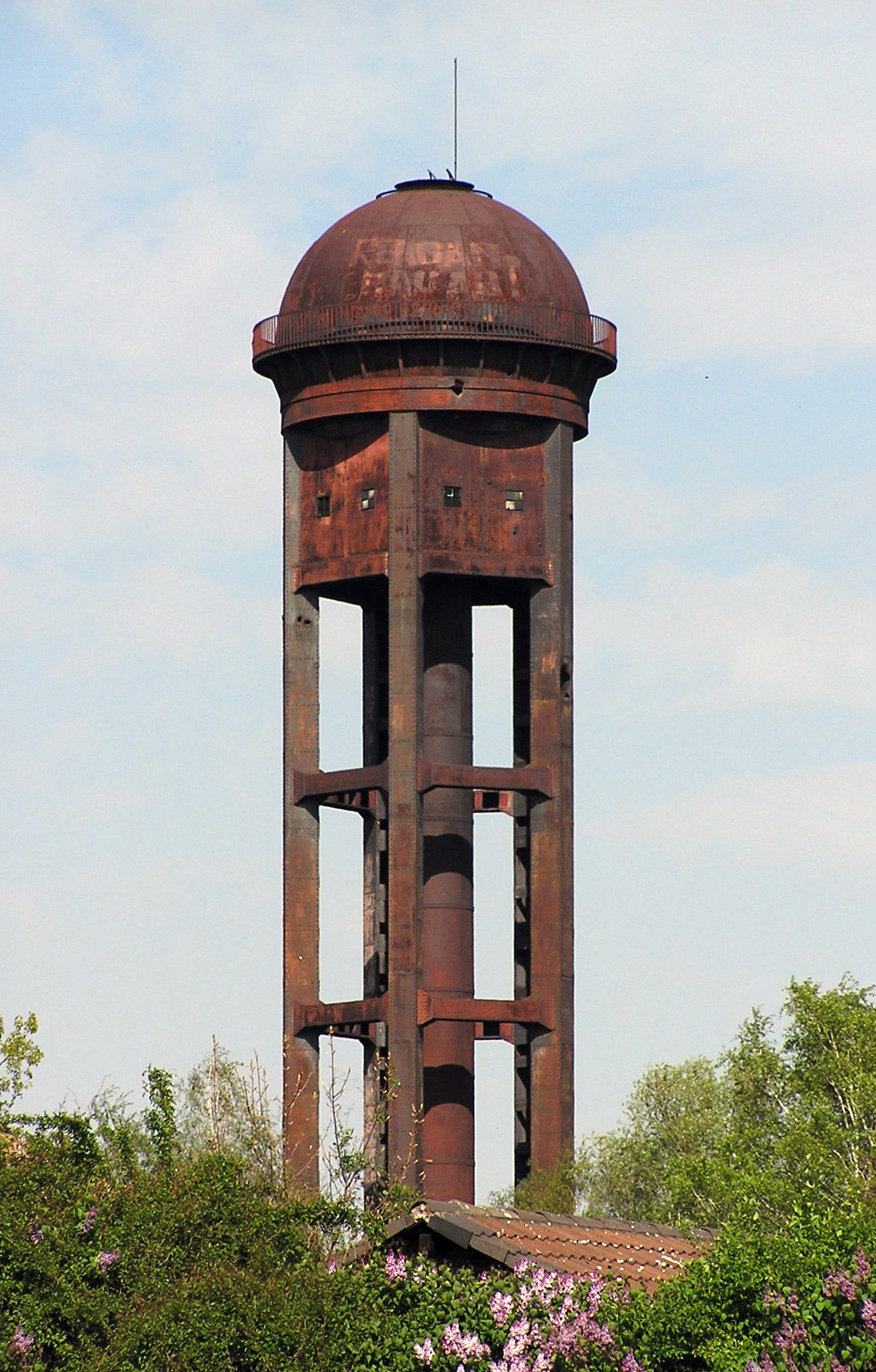
Wasserturm Rangierbahnhof Tempelhof im Schöneberger Südgelände

Über diesen Platz an den Gebäuden entlang und zu der parallelen Lotte-Laser-Stein-Straße unter der Auffahrt zum Parkhaus des Bahnhofs geht es auf einem neuen Wegeteil zur Fußgänger-(und Radweg-)brücke (Sachsendammsteg) unmittelbar neben den Bahnanlagen am Südausgang des Bahnhofs auf dem Nord-Süd-Weg mit dem Brückenbauwerk über Sachsendamm und Stadtautobahn. Weiter im Grünzug am Bahngelände, auf der rechten Wegseite Freilandlabor / Schülergarten / Obstwiese, danach die KGA ‚Luisengarten‘, ‚Glück im Winkel‘, ‚Bergfrieden‘, ‚Lindenbaum‘ und Friedhof Priesterweg, KGA ‚Lindenhain‘, ‚Neue Zeit‘, ‚Wiedervereinigung‘, ‚Wiesengrund‘, ‚Kaninchenfarm‘, ‚Alte Ziegenweide‘ verläuft der Hauptweg durch den langgezogenen Hans-Baluschek-Park. In Höhe vom Matthäifriedhofsweg führt ein Brückensteg über die Gleise zum LSG Naturpark Schöneberger Südgelände mit einem eingebetteten Naturschutzgebiet und dem 50 Meter hohen eisernen Wasserturm des Rangierbahnhofs Tempelhof. Der Hauptweg verbleibt westlich der Bahn und führt am Bahnhof Priesterweg auf den Priesterweg und bahnnah zum Prellerweg. Über diese Straße hinweg liegt der Insulaner (75 m ü. NN) mit Satellitenbeobachtungsstation und Wilhelm-Foerster-Sternwarte. Über den Prellerweg an der Bahn bleibend in die Sembritzkistraße geht es an der Ortsteilgrenze Tempelhof entlang. Am Rand des Insulaners nach rechts vom Bahnkörper weg, verlässt der Hauptweg, wo links die Kleingartenanlage ‚Sembritzkiweg‘ beginnt und rechts der Park um den Berg endet, den Ortsteil.

### Steglitz

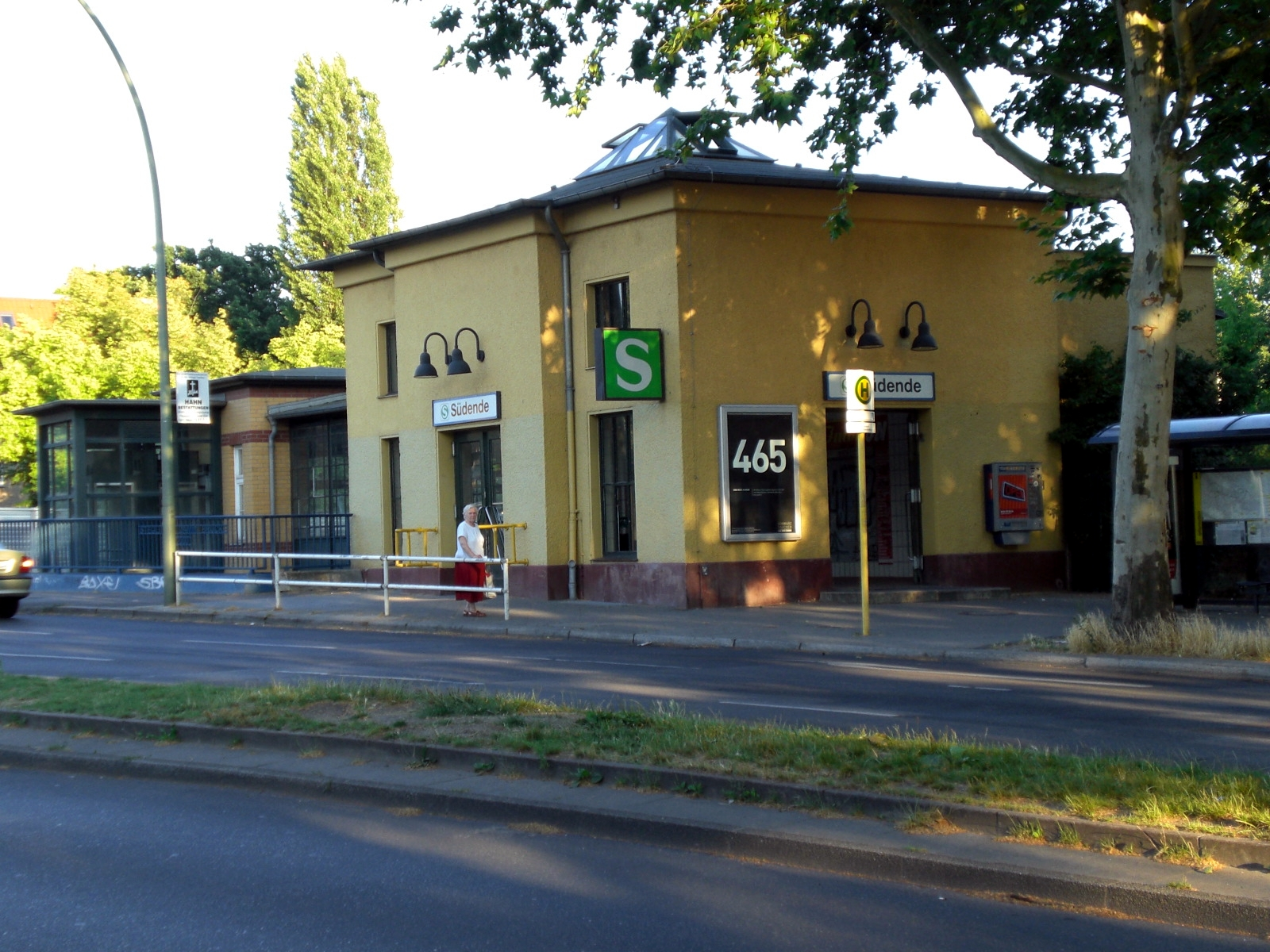
Bahnhof Südende

Auf der Sembritzkistraße wird 70 Meter vor dem nördlichen Abschnitt des Oehlertrings die Ortslage Südende im Ortsteil Steglitz vom Bezirk Steglitz-Zehlendorf erreicht.
Im weiteren Verlauf folgen als Querstraße die Brinkmannstraße, auf der rechten Seite das ehemalige Wohnhaus von Arnold Schönberg in der Sembritzkistraße mit der Hausnummer 33, der südliche Anschnitt des Oehlertrings (mit ehemaligem Wohnhaus von Jochen Klepper bei der Hausnummer 7), die Gurlittstraße, rechter Hand der Jochen-Klepper-Park und die „Grundschule am Insulaner“ am Hanstedter Weg. Am Platz mit der Musikschule nach links weiter in die Grabertstraße und linksseitig vorbei am Karutschenpfuhl und dem Karl-Fischer-Weg und dem Hambuttenpfuhl gegenüber der Sohnreystraße bis zum Steglitzer Damm gegenüber vom S-Bahnhof Südende.
Nach links in den Steglitzer Damm über die Steglitzer-Damm-Brücke und direkt danach rechts in die Crailsheimer Straße führt der Hauptweg zur nächsten Querstraße nach links die Ellwanger Straße und an der evangelischen Kirche Zur Wiederkunft Christi vorbei über die Hünefeldzeile hinweg nach links in den Biberacher Weg und nach rechts erneut auf den Steglitzer Damm bis zur Attilastraße. An der links folgenden Bahnbrücke südlich vom S-Bahnhof Attilastraße wird Südende verlassen.

### Tempelhof

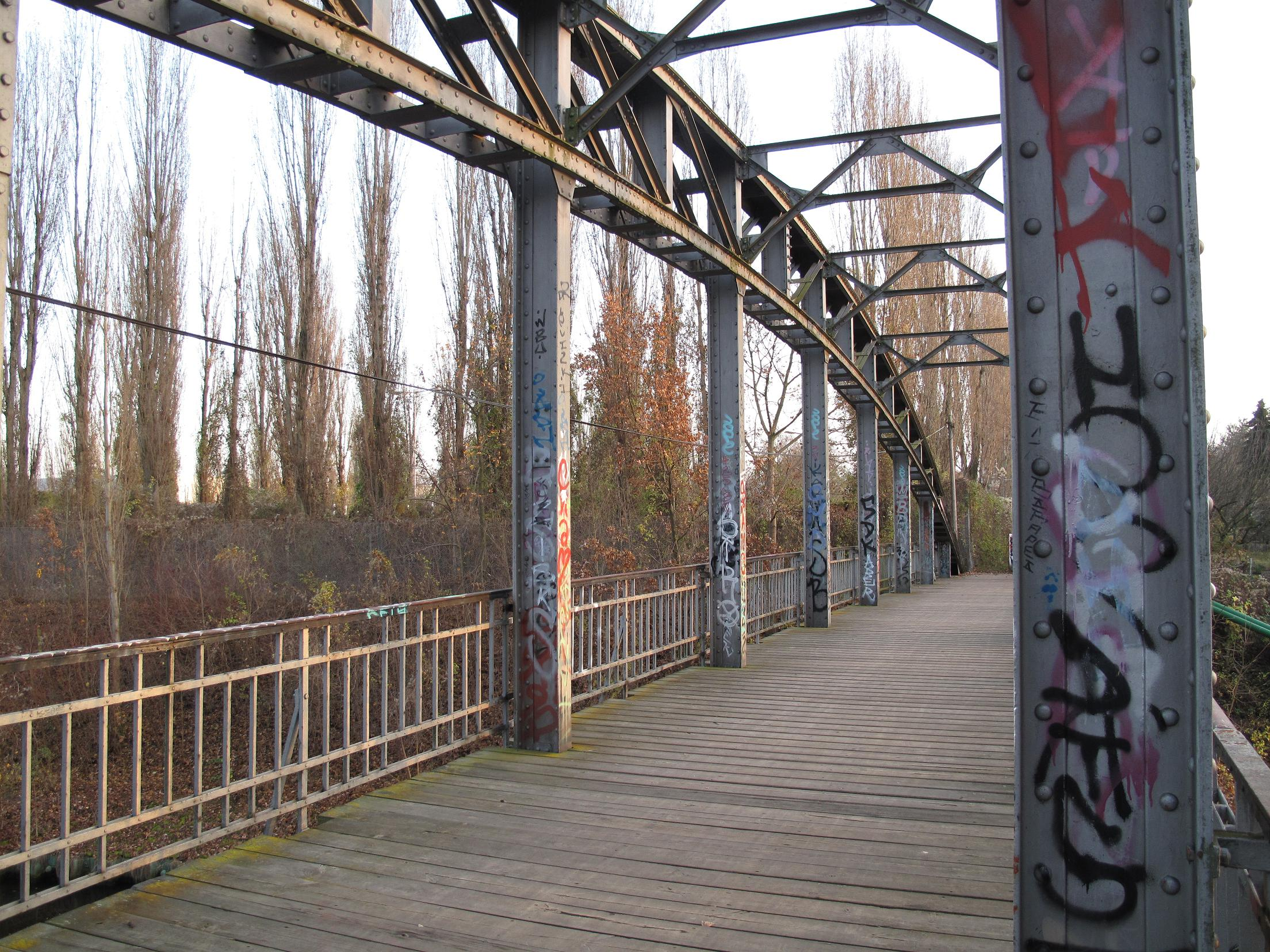
Überquerung des Teltowkanals

Am S-Bahnhof Attilastraße wird auf der gleichnamigen Straße an der Bahnbrücke der Ortsteil Tempelhof erreicht. Insgesamt liegen nur 350 Meter des Hauptwegs in diesem Ortsteil. Über die Attilastraße führen zwei eingleisige Bahnbrücken, zwei weitere wurden im Dezember 2020 im Zuge des Ausbaus der Dresdener Bahn entfernt. Danach über die Attilastraße gewechselt, geht es unmittelbar am Bahngelände (vor der Ringstraße) eine geschützte Grünanlage und auf dem Wege in die KGA ‚Erntesegen‘ und neben der Baustelle der Dresdener Bahn ans Ufer des Teltowkanals und zu einer Fußgängerbrücke (Nr. 28) über diesen. Diese Brücke liegt westlich vom Hafen Mariendorf und westlich von ihr die S-Bahn-Brücke. Zuvor wird am Nordufer noch der Teltowkanalweg gekreuzt. Da der Teltowkanal hier zum Ortsteil gehört, wird Tempelhof mit Ende der Brücke über dem Süduferweg verlassen.

### Mariendorf

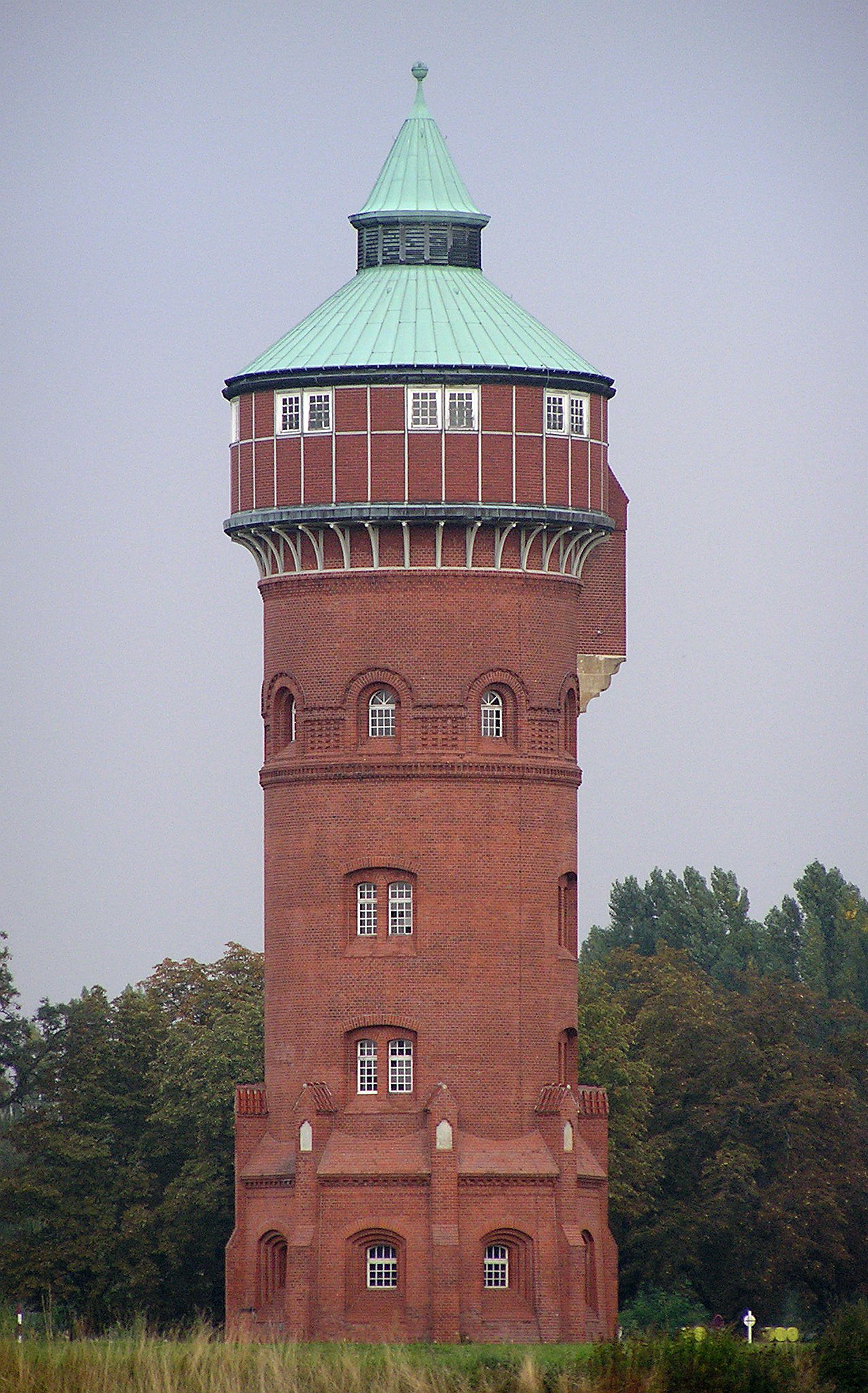
Wasserturm vom ehemaligen Gaswerk Mariendorf

Ab südlichen Brückenkopf der Fußgängerbrücke neben der Bahnbrücke der Dresdener Bahn liegt der Nord-Süd-Weg im Ortsteil Mariendorf im Bezirk Tempelhof-Schöneberg. Der Idealweg führt hier nach rechts am Kanal unter der Bahnbrücke und dann schon in Lankwitz um die Kleingartenanlage ‚Lankwitz Hafen‘ vor dem Tanklager in den Wunsiedeler Weg. Das Uferstück neben dem Hafen Lankwitz (Ölhafen) ist allerdings nicht begehbar. Der grüne Hauptweg 05 läuft deshalb an der Baustelle der Dresdener Bahn weiter am Rand von Mariendorf entlang. Zur linken Seite liegt ein Solarenergiefeld (südlich vom Hafen Mariendorf). Weiter südlich liegt das ehemalige Gaswerk Mariendorf neben dem Weg und es wird die Lankwitzer Straße erreicht, die nach rechts zur Lankwitzer Brücke genutzt wird. Auf der Brücke am oberen Ende des Bahngeländes wird der Ortsteil Mariendorf verlassen.

### Lankwitz

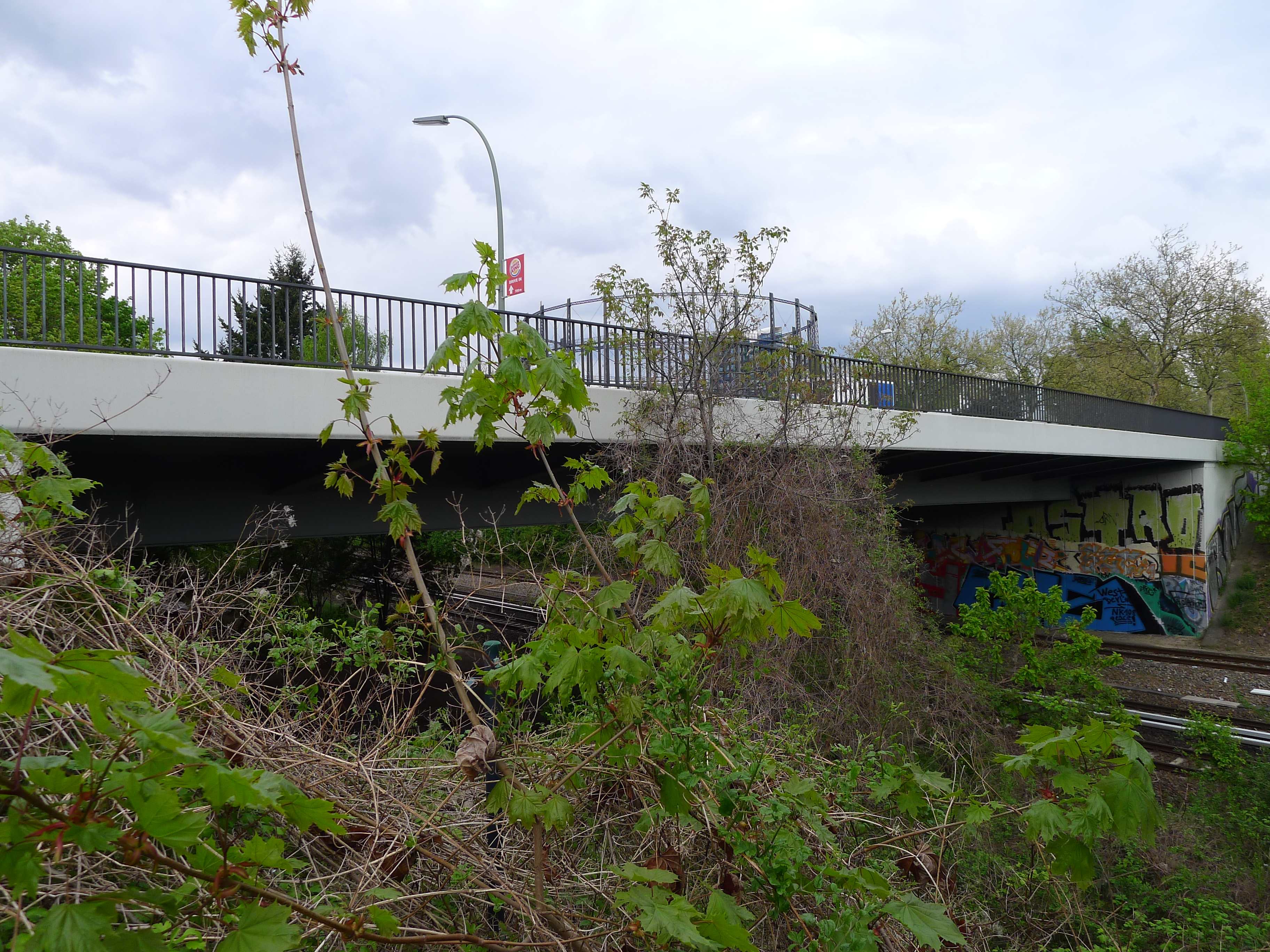
Die Lankwitzer Brücke führt den Nord-Süd-Weg über die Bahnstrecke

Der Nord-Süd-Weg gelangt an der Lankwitzer Brücke auf den Kamenzer Damm und hier auf Lankwitzer Gebiet. Auf dem südlichen Gehweg an der Haynauer Straße vorbei geht der Hauptweg gegenüber vom Dittersbacher Weg nach links in die Kleingartenanlage ‚Alt-Lankwitz‘.
Außer im anfänglichen Uferbereich ist die Planvariante begehbar und beginnt im Ortsteil am Teltowkanal. Führt von der Kleingartenanlage ‚Lankwitz Hafen‘ vom Wunsiedeler Weg südlich der Schneebergstraße nach links durch einen begehbaren Grünzug (an Bernecker Weg, Döhlauer Pfad vorbei) über Alt-Lankwitz hinweg zum Kamenzer Damm und auf diesem nach links zum Dittersbacher Weg.
Die Kleingartenanlage ‚Alt-Lankwitz‘ ist eine langgezogene Schrebergartenkolonie links vom Gewerbegebiet Haynauer Straße und rechts vom Gemeindezentrum Von der Auferstehung Christi, dem Studentenwohnheim Halbauer Weg, der Ludwig-Bechstein-Grundschule und der Kiriat-Bialek-Sportanlage an der Keffenbrinkweg. Weiter führt der Nord-Süd-Weg als Parkweg durch einen Grünzug parallel zur Wichurastraße, unterbrochen durch die Belßstraße und über diese hinweg. An der linken Seite des Wegs liegt die Siedlung Gartenaue. Südlich der Emmichstraße folgt rechts das Hochschulgelände Lankwitz der Freien Universität Berlin (ehemalige Pädagogische Hochschule Berlin) bis zur Preysingstraße. Dieser Grünzug hat seinen Verlauf durch einen Zufluss, der mit der Anlage des Teltowkanals seine Führung verlor. Weiter nach Süden wendet sich dieser Grünzug zwischen Pappritzstraße und Weygerweg nach Westen (rechts gebogen), der Hauptweg führt an der Malteserstraße nach Süden. An der Ecke Marchandstraße geht nach Westen ein drei Kilometer lang gestreckter Grünzug ab, der bis zum Lilienthalpark führt, auf dem man an der Sondershauser Straße nach zwei Kilometern auf den Teltower Dörferweg trifft, den grünen Berliner Hauptweg mit der Nummer 15.
Nach 120 Metern ist rechts der Eingang des Luther-Friedhofs an der Friedhofskapelle erreicht und weiter wird der Hauptweg des Friedhofs zum gegenüberliegenden Ausgang an der Tambacher Straße begangen. Etwa 50 Metern nach dem Betreten des Friedhofs befindet sich am Querweg auf der rechten Seite das Grab des ehemaligen Berliner Senators Klaus Riebschläger. Auf etwa halber Strecke bis zum Verlassen des Friedhofs befindet sich rechts am zentralen Platz der Gedenkstein für das Berliner Original Harfenjule. Der abgehende Verbindungsweg links vor dem Friedhofsausgang ist die letzte Möglichkeit auf den benachbarten Kreuz-Friedhof zu gelangen. Am südlichen Ende der Sackgasse, an der sich der Ausgang des Friedhofs befindet, wird der Ortsteil verlassen.

### Marienfelde

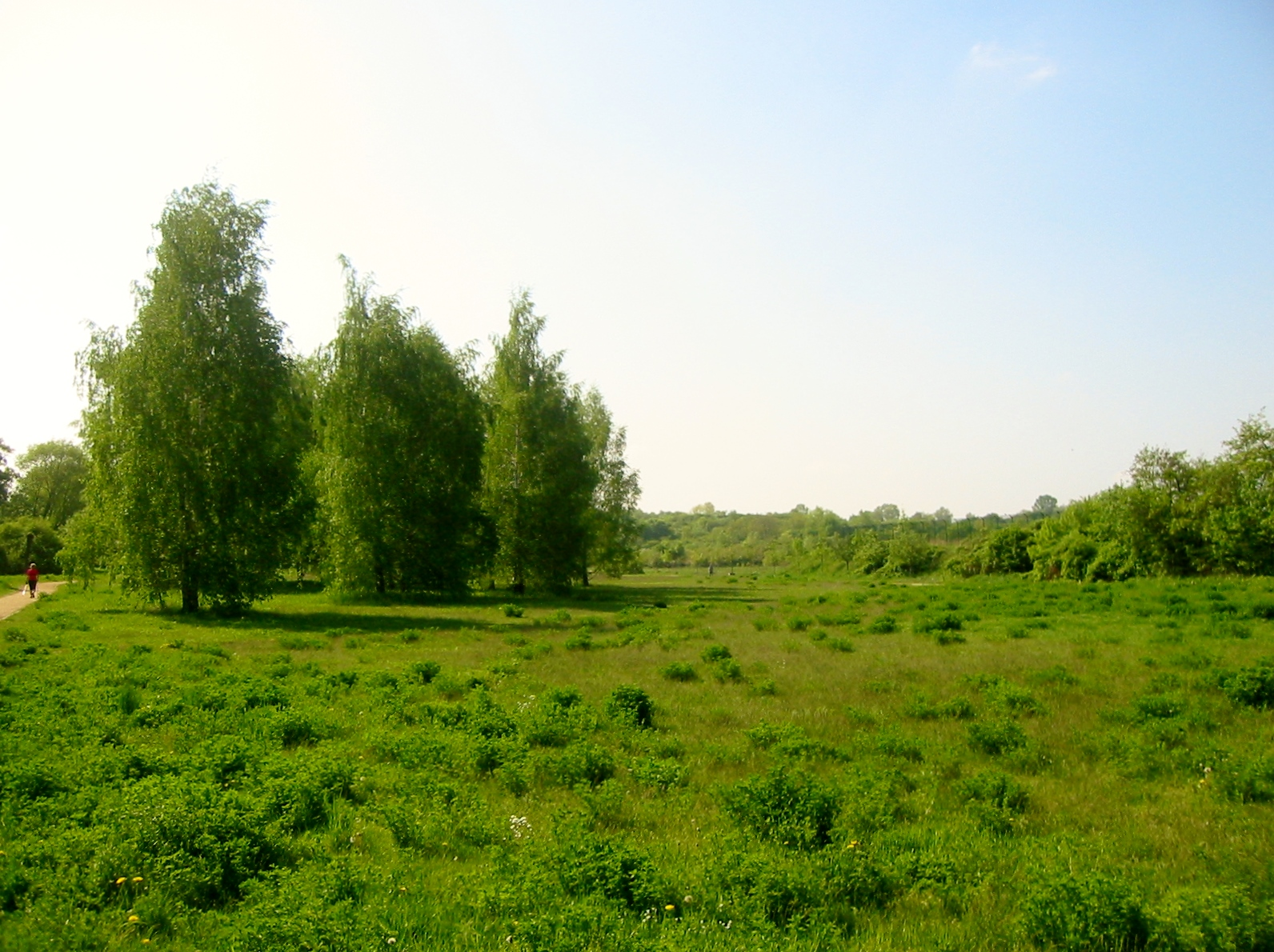
Marienfelder Freizeitpark

Vom Südende der Tambacher Straße in Sichtweite des zweigeschossigen Wohnblocks der Maximilian-Kaller-Straße 1–21a (ungerade) und des Spielplatzes ist Marienfelde erreicht. Zwischen den Wohngebieten führt der Weg über Grünanlagen und 30 bis 60 Meter breite Grün- und Parkstreifen zum Klosterteich an der Kirche vom Guten Hirten und der Katholischen Schule Sankt Hildegard. Südlich vom Teich geht die Maximilian-Kaller-Straße in die Dr.-Jacobsohn-Promenade über und der Nord-Süd-Weg darüber hinweg. Er wendet sich nach rechts in die Grünflächen der Wohnhäuser und nutzt den Durchgang durch die Maximilian-Kaller-Straße 14 hindurch. Hier wiederum wird eine Grünfläche (Spielplatz) hinter Grundstücken der Weskamstraße erreicht, die nach links führt. Es wird die Hildburghauser Straße querend, weiter im Grünzug zwischen Kita und „Marienfelder Schule“ (Malteser Grundschule und Alfred-Adler-Grundschule) hinter den Grundstücken der Waldsassener Straße der Weg fortgesetzt. Dabei kreuzt auf der Westseite in Höhe vom Lichterfelder Ring der Teltower Dörferweg (grüner Hauptweg 15) ein. Beide Hauptwege nutzen nach Süden zwischen den Wohngebäuden den Grünstreifen gemeinsam. Der Tirschenreuther Ring wird überschritten und die beiden Hauptwege im Grünzug nach Südosten biegend erreichen die B 101, die Marienfelder Allee.
Diese 30 Meter breite fünfspurige Straße mit zwei Gehwegen muss zum gegenüberliegenden Parkweg neben dem Parkplatz überwunden werden. Der Weg führt durch die KGA Amstelveen zum Schlehenberg (ein ehemaliger Trümmerberg) und auf dem Parkweg weiter vor der KGA ‚Am Diedersdorfer Weg‘ (ein sieben Meter breiter Asphaltweg) in den Freizeitpark Marienfelde hinein. Die beiden Hauptwege bleiben auf dem Parkweg am Rand (um die Naturschutzstation herum) westlich und südlich vom 76 m ü. NN hohen Aussichtsberg. Am Südrand nutzt der Weg die ehemalige Bahntrasse des Außenrings, sie setzen ihn an der KGA ‚Am Freizeitpark‘ fort. Links des Freizeitparks liegt rechts des Weges das Versuchsfeld Marienfelde des Umweltbundesamtes, Grün- und Ackerfläche. Während der Teltower Dörferweg auf der ehemaligen Bahntrasse weiterläuft, biegt der Nord-Süd-Weg vor dem Königsgraben nach links über den Adolph-Kiepert-Steg und überquert den Bahnlauf. An der Ostseite des Königsgrabens (entgegen dessen Fließrichtung) und vor den Gewerbeflächen nach Süden geht es noch über den Schichauweg (vorher rechts vom Weg das Wasserwerk). Der Schichauweg wird mit dem Königsgraben noch überquert, dann geht es am Westrand des LSG ‚Wäldchen am Königsgraben‘ neben der Marienfelder Feldmark und noch 320 Meter um das südliche Feld herum zur Landesgrenze nach Brandenburg (Landkreis Teltow-Fläming) im Süden. Der Hauptweg führt von Marienfelde noch über die Landesgrenze zur Ortslage Birkholz in Heinersdorf, Gemeinde Großbeeren und mündet in den Mauerweg auf der Brandenburger Seite (vormaliger Postenweg), der ostwärts nach links begangen wird.

### Lichtenrade

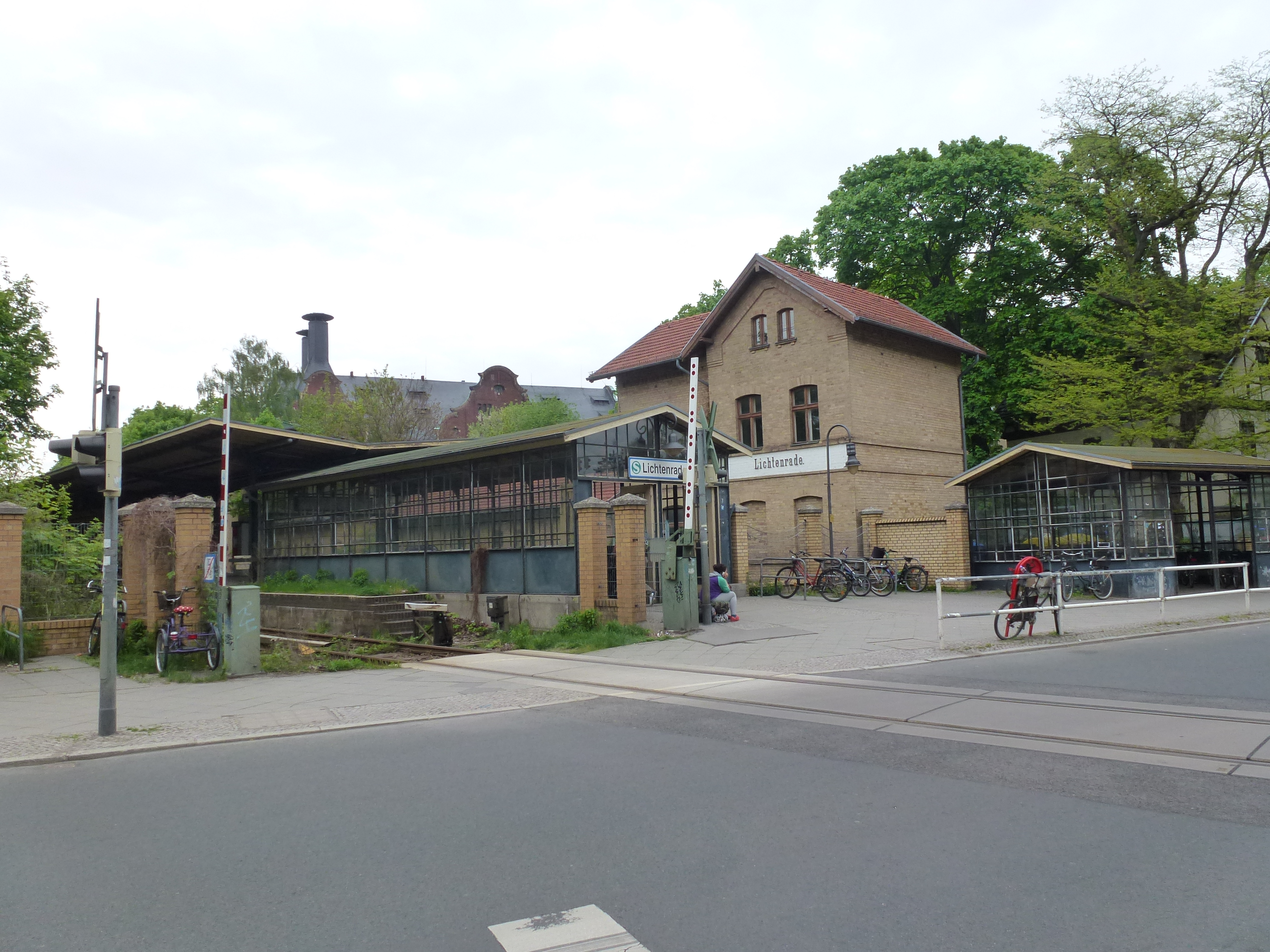
Bahnhof Lichtenrade am Südende des Nord-Süd-Wegs

Durch die Stadtgrenze bedingt, folgt im Mauerweg eine rechtwinklige Wegebiegung nach rechts durch das Landschaftsschutzgebiet Diedersdorfer Heide und Großbeerener Graben, danach wird der Verbindungsweg wiederum zum Berliner Gebiet gesucht. Hier liegt der Ortsteil Lichtenrade und die Prinzessinnenstraße (über Rohrbach-/Cecilienstraße, Rangsdorfer Straße, Paetsch-/Charlottenstraße, Krüger-/Prinz-Heinrich-Straße querend) links die Wünsdorfer Straße und rechts die Hilbertstraße erreicht. 90 Meter hinter dieser Kreuzung an dem eingleisigen niveaugleichen Bahnübergang südlich vom S-Bahnhof Lichtenrade endet der Nord-Süd-Weg im Süden Berlins.

## Nahverkehrsanschlüsse
Bei Lage und Richtung des Nord-Süd-Wegs gibt es viele in der Nähe befindliche Anschlüsse an den öffentlichen Personennahverkehr, sodass auch Teilabschnitte leicht zugänglich sind. Von Nord nach Süd sind es:
- S-Bahnhof Röntgental
- Bahnhof Buch
- Bahnhof Blankenburg
- S-Bahnhof Wollankstraße
- U-Bahnhof Pankstraße
- U-Bahnhof Reinickendorfer Straße
- S+U-Bahnhof Friedrichstraße
- S+U-Bahnhof Brandenburger Tor
- U-Bahnhof Mendelssohn-Bartholdy-Park
- S+U-Bahnhof Yorckstraße
- S-Bahnhof Südkreuz
- S-Bahnhof Priesterweg
- S-Bahnhof Südende
- S-Bahnhof Attilastraße
- S-Bahnhof Schichauweg
- S-Bahnhof Lichtenrade